# KNVB Beker 2024/25 (mannen)
De KNVB Beker 2024/25, om sponsorredenen officieel de TOTO KNVB Beker genoemd, was de 107de editie van het toernooi om de KNVB Beker. Go Ahead Eagles won het toernooi voor de eerste keer door in de finale te winnen van AZ en kreeg daarmee een ticket voor de competitiefase van de UEFA Europa League.

## Speeldata
| Ronde                    | Loting            | Speeldata                  |
| ------------------------ | ----------------- | -------------------------- |
| Eerste kwalificatieronde | 17 juli 2024      | 3 en 4 september 2024      |
| Tweede kwalificatieronde | 5 september 2024  | 24 en 25 september 2024    |
| Eerste ronde             | 28 september 2024 | 29, 30 en 31 oktober 2024  |
| Tweede ronde             | 1 november 2024   | 17, 18 en 19 december 2024 |
| Achtste finales          | 20 december 2024  | 14, 15 en 16 januari 2025  |
| Kwartfinales             | 17 januari 2025   | 4, 5 en 6 februari 2025    |
| Halve finales            | 7 februari 2025   | 26 en 27 februari 2025     |
| Finale                   | 7 februari 2025   | 21 april 2025              |

## Wedstrijden

### Kwalificatierondes
De loting voor de eerste kwalificatieronde werd op 17 juli 2024 verricht door Timo Reessink, hoofd competitie betaald voetbal bij de KNVB, en Jelle Vliek van FC De Bilt dat afgelopen seizoen reikte tot de halve finale van de districtsbeker West I.

#### Eerste kwalificatieronde
Voor de eerste kwalificatieronde waren 24 teams die zich in het seizoen 2023/24 plaatsten voor de halve finales van de districtsbeker en 36 teams uit de Derde Divisie geplaatst. Van de twaalf Tweede Divisionisten zijn acht teams vrijgeloot voor deelname aan de eerste kwalificatieronde (Barendrecht, AFC, GVVV, Kon. HFC, HHC Hardenberg, Rijnsburgse Boys, ACV, RKAV Volendam). De resterende vier teams uit de Tweede Divisie (ADO '20, Excelsior Maassluis, Noordwijk en Scheveningen) werden met de overige zestig deelnemers aan elkaar gekoppeld. Deze 64 amateurverenigingen strijden om 32 plekken in de Tweede kwalificatieronde. De wedstrijden worden gespeeld op dinsdag 3 en woensdag 4 september 2024.
|                            |                            |               |                |                                                                          |
| 3 september 2024 20:00 uur | Achilles Veen              | 2 – 1 (0 – 1) | Harkemase Boys | Stadion: Sportpark De Hanen Weide, Veen Scheidsrechter: S. van Zuilichem |
| 3 september 2024 20:00 uur | Goossens 56' Vermeulen 70' |               | 3' Visser      | Stadion: Sportpark De Hanen Weide, Veen Scheidsrechter: S. van Zuilichem |
| 3 september 2024 20:00 uur |                            |               |                | Stadion: Sportpark De Hanen Weide, Veen Scheidsrechter: S. van Zuilichem |
| 3 september 2024 20:00 uur |                            |               |                | Stadion: Sportpark De Hanen Weide, Veen Scheidsrechter: S. van Zuilichem |
|                            |                            |               |                |                                                                          |

|                            |                                                                                         |                             |                                                                                     |                                                                                            |
| 3 september 2024 20:00 uur | De Bilt                                                                                 | 2 – 4 (2 – 2, 2 – 1) (n.v.) | Eemdijk                                                                             | Stadion: Sportpark Weltevreden, De Bilt Toeschouwers: 1.000 Scheidsrechter: R. Groenewegen |
| 3 september 2024 20:00 uur | Van der Sanden 27' De Wit 35' (pen.) Y. Akhiat 60' (pen.) De Wit 74' (pen.) Elders 106' |                             | 37' Van de Groep 57' Deen 34', 60' Z. Beukers 100' Van den Dikkenberg 107' Blokhuis | Stadion: Sportpark Weltevreden, De Bilt Toeschouwers: 1.000 Scheidsrechter: R. Groenewegen |
| 3 september 2024 20:00 uur |                                                                                         |                             |                                                                                     | Stadion: Sportpark Weltevreden, De Bilt Toeschouwers: 1.000 Scheidsrechter: R. Groenewegen |
| 3 september 2024 20:00 uur |                                                                                         |                             |                                                                                     | Stadion: Sportpark Weltevreden, De Bilt Toeschouwers: 1.000 Scheidsrechter: R. Groenewegen |
|                            |                                                                                         |                             |                                                                                     |                                                                                            |

|                            |                                    |                             |                               |                                                                     |
| 3 september 2024 20:00 uur | DOVO                               | 2 – 1 (1 – 1, 1 – 1) (n.v.) | Scheveningen                  | Stadion: Sportpark Panhuis, Veenendaal Scheidsrechter: P. Henshuijs |
| 3 september 2024 20:00 uur | Hak 45' Hak 78', 79' Den Boer 104' |                             | 72' Ateş 104', 120+3' Elvilia | Stadion: Sportpark Panhuis, Veenendaal Scheidsrechter: P. Henshuijs |
| 3 september 2024 20:00 uur |                                    |                             |                               | Stadion: Sportpark Panhuis, Veenendaal Scheidsrechter: P. Henshuijs |
| 3 september 2024 20:00 uur |                                    |                             |                               | Stadion: Sportpark Panhuis, Veenendaal Scheidsrechter: P. Henshuijs |
|                            |                                    |                             |                               |                                                                     |

|                            |                |               |                         |                                                                           |
| 3 september 2024 20:00 uur | DVS '33 Ermelo | 1 – 2 (1 – 2) | OJC Rosmalen            | Stadion: Sportpark DVS'33 Ermelo, Ermelo Scheidsrechter: E. van der Vaart |
| 3 september 2024 20:00 uur | Soree 30'      |               | 3' Boulamhayan 11' Wels | Stadion: Sportpark DVS'33 Ermelo, Ermelo Scheidsrechter: E. van der Vaart |
| 3 september 2024 20:00 uur |                |               |                         | Stadion: Sportpark DVS'33 Ermelo, Ermelo Scheidsrechter: E. van der Vaart |
| 3 september 2024 20:00 uur |                |               |                         | Stadion: Sportpark DVS'33 Ermelo, Ermelo Scheidsrechter: E. van der Vaart |
|                            |                |               |                         |                                                                           |

|                            |                                                       |                                        |                                               |                                                                |
| 3 september 2024 20:00 uur | Elinkwijk                                             | 1 – 1 (1 – 1, 0 – 0) (n.v.) 3 – 4 pen. | d'Olde Veste '54                              | Stadion: Sportpark Zuilen, Utrecht Scheidsrechter: M. Nijdeken |
| 3 september 2024 20:00 uur | Grilk 62'                                             |                                        | 69' (pen.) Kisjes                             | Stadion: Sportpark Zuilen, Utrecht Scheidsrechter: M. Nijdeken |
| 3 september 2024 20:00 uur | Strafschoppen                                         |                                        |                                               | Stadion: Sportpark Zuilen, Utrecht Scheidsrechter: M. Nijdeken |
| 3 september 2024 20:00 uur | Verkroost Karafillakis Ahmidouch Grilk J. van der Pol |                                        | Kisjes De Vente M. Toeter Eikelboom Bruintjes | Stadion: Sportpark Zuilen, Utrecht Scheidsrechter: M. Nijdeken |
|                            |                                                       |                                        |                                               |                                                                |

|                            |                                 |               |             |                                                                       |
| 3 september 2024 20:00 uur | FC Rijnvogels                   | 2 – 0 (1 – 0) | Forum Sport | Stadion: Sportpark De Kooltuin, Katwijk Scheidsrechter: H. Michielsen |
| 3 september 2024 20:00 uur | Van Oosten 14' Van der Meer 53' |               |             | Stadion: Sportpark De Kooltuin, Katwijk Scheidsrechter: H. Michielsen |
| 3 september 2024 20:00 uur |                                 |               |             | Stadion: Sportpark De Kooltuin, Katwijk Scheidsrechter: H. Michielsen |
| 3 september 2024 20:00 uur |                                 |               |             | Stadion: Sportpark De Kooltuin, Katwijk Scheidsrechter: H. Michielsen |
|                            |                                 |               |             |                                                                       |

|                            |                         |               |                                                    |                                                                                |
| 3 september 2024 20:00 uur | GOES                    | 2 – 4 (2 – 3) | Hercules                                           | Stadion: Sportpark Het Schenge, Goes Toeschouwers: 350 Scheidsrechter: N. Boel |
| 3 september 2024 20:00 uur | Traas 10' De Winter 28' |               | 5' Bastmeijer 29' Chiazor 45' K. Vos 90+4' Pieters | Stadion: Sportpark Het Schenge, Goes Toeschouwers: 350 Scheidsrechter: N. Boel |
| 3 september 2024 20:00 uur |                         |               |                                                    | Stadion: Sportpark Het Schenge, Goes Toeschouwers: 350 Scheidsrechter: N. Boel |
| 3 september 2024 20:00 uur |                         |               |                                                    | Stadion: Sportpark Het Schenge, Goes Toeschouwers: 350 Scheidsrechter: N. Boel |
|                            |                         |               |                                                    |                                                                                |

|                            |                                                                 |                                        |                                                 |                                                                                            |
| 3 september 2024 20:00 uur | HBC                                                             | 3 – 3 (2 – 2, 1 – 0) (n.v.) 5 – 6 pen. | Kolping Boys                                    | Stadion: Sportpark De Toekomst, Heemstede Toeschouwers: 218 Scheidsrechter: L. van Leeuwen |
| 3 september 2024 20:00 uur | Wilderom 14' Bekkach 50', 113'                                  |                                        | 66', 105' Rouppe van der Voort 85' Mandjes      | Stadion: Sportpark De Toekomst, Heemstede Toeschouwers: 218 Scheidsrechter: L. van Leeuwen |
| 3 september 2024 20:00 uur | Strafschoppen                                                   |                                        |                                                 | Stadion: Sportpark De Toekomst, Heemstede Toeschouwers: 218 Scheidsrechter: L. van Leeuwen |
| 3 september 2024 20:00 uur | Graves Padilla de la Rosa Van Ooijen De Bruijn Tervoort Bekkach |                                        | Ettouhlali Berkhout T. Kee Kemps Plomper Konijn | Stadion: Sportpark De Toekomst, Heemstede Toeschouwers: 218 Scheidsrechter: L. van Leeuwen |
|                            |                                                                 |                                        |                                                 |                                                                                            |

|                            |                               |                             |            |                                                                               |
| 3 september 2024 20:00 uur | Hoek                          | 2 – 1 (1 – 1, 1 – 1) (n.v.) | SDC Putten | Stadion: Sportpark Denoek, Hoek Toeschouwers: 150 Scheidsrechter: M. van Dijk |
| 3 september 2024 20:00 uur | Schalkwijk 24' (pen.), 120+3' |                             | 14' Buter  | Stadion: Sportpark Denoek, Hoek Toeschouwers: 150 Scheidsrechter: M. van Dijk |
| 3 september 2024 20:00 uur |                               |                             |            | Stadion: Sportpark Denoek, Hoek Toeschouwers: 150 Scheidsrechter: M. van Dijk |
| 3 september 2024 20:00 uur |                               |                             |            | Stadion: Sportpark Denoek, Hoek Toeschouwers: 150 Scheidsrechter: M. van Dijk |
|                            |                               |                             |            |                                                                               |

|                            |              |               |                                  |                                                                     |
| 3 september 2024 20:00 uur | Huizen       | 1 – 2 (1 – 1) | Excelsior Maassluis              | Stadion: Sportpark De Wolfskamer, Huizen Scheidsrechter: S. Janssen |
| 3 september 2024 20:00 uur | Lo-Asioe 27' |               | 41' Maatsen 73' (pen.) Wennekers | Stadion: Sportpark De Wolfskamer, Huizen Scheidsrechter: S. Janssen |
| 3 september 2024 20:00 uur |              |               |                                  | Stadion: Sportpark De Wolfskamer, Huizen Scheidsrechter: S. Janssen |
| 3 september 2024 20:00 uur |              |               |                                  | Stadion: Sportpark De Wolfskamer, Huizen Scheidsrechter: S. Janssen |
|                            |              |               |                                  |                                                                     |

|                            |                             |               |                             |                                                                                               |
| 3 september 2024 20:00 uur | Kloetinge                   | 1 – 2 (0 – 1) | Quick '20                   | Stadion: Sportpark Wesselopark, Kloetinge Toeschouwers: 250 Scheidsrechter: S. de Brito Roque |
| 3 september 2024 20:00 uur | De Jager 82' Bliek 88', 88' |               | 39' Tanke 85' Oude Veldhuis | Stadion: Sportpark Wesselopark, Kloetinge Toeschouwers: 250 Scheidsrechter: S. de Brito Roque |
| 3 september 2024 20:00 uur |                             |               |                             | Stadion: Sportpark Wesselopark, Kloetinge Toeschouwers: 250 Scheidsrechter: S. de Brito Roque |
| 3 september 2024 20:00 uur |                             |               |                             | Stadion: Sportpark Wesselopark, Kloetinge Toeschouwers: 250 Scheidsrechter: S. de Brito Roque |
|                            |                             |               |                             |                                                                                               |

|                            |               |               |                                   |                                                                    |
| 3 september 2024 20:00 uur | Kozakken Boys | 1 – 2 (1 – 0) | VVSB                              | Stadion: Sportpark De Zwaaier, Werkendam Scheidsrechter: T. Visser |
| 3 september 2024 20:00 uur | Ignacio 32'   |               | 79' Kuyvenhoven 89' Van Nieuwkerk | Stadion: Sportpark De Zwaaier, Werkendam Scheidsrechter: T. Visser |
| 3 september 2024 20:00 uur |               |               |                                   | Stadion: Sportpark De Zwaaier, Werkendam Scheidsrechter: T. Visser |
| 3 september 2024 20:00 uur |               |               |                                   | Stadion: Sportpark De Zwaaier, Werkendam Scheidsrechter: T. Visser |
|                            |               |               |                                   |                                                                    |

|                            |              |                                                 |               |                                                                   |
| 3 september 2024 20:00 uur | Rohda Raalte | 0 – 4 (0 – 1)                                   | Sportlust '46 | Stadion: Sportpark Tijenraan, Raalte Scheidsrechter: J. Ordelmans |
| 3 september 2024 20:00 uur |              | 41' Van der Veer 47', 75' Meiring 72' Olijfveld |               | Stadion: Sportpark Tijenraan, Raalte Scheidsrechter: J. Ordelmans |
| 3 september 2024 20:00 uur |              |                                                 |               | Stadion: Sportpark Tijenraan, Raalte Scheidsrechter: J. Ordelmans |
| 3 september 2024 20:00 uur |              |                                                 |               | Stadion: Sportpark Tijenraan, Raalte Scheidsrechter: J. Ordelmans |
|                            |              |                                                 |               |                                                                   |

|                            |                                        |                                        |                                                |                                                                       |
| 3 september 2024 20:00 uur | Smitshoek                              | 1 – 1 (1 – 1, 1 – 0) (n.v.) 2 – 4 pen. | FC Lisse                                       | Stadion: Sportpark Smitshoek, Barendrecht Scheidsrechter: K. Molenaar |
| 3 september 2024 20:00 uur | Urban 13'                              |                                        | 67' R. van der Putten                          | Stadion: Sportpark Smitshoek, Barendrecht Scheidsrechter: K. Molenaar |
| 3 september 2024 20:00 uur | Strafschoppen                          |                                        |                                                | Stadion: Sportpark Smitshoek, Barendrecht Scheidsrechter: K. Molenaar |
| 3 september 2024 20:00 uur | Verhoeve Vos Van de Kreeke Akinrinbola |                                        | R. van der Putten D. Bakker L. Bakker Hudepohl | Stadion: Sportpark Smitshoek, Barendrecht Scheidsrechter: K. Molenaar |
|                            |                                        |                                        |                                                |                                                                       |

|                            |                              |               |                             |                                                                                   |
| 3 september 2024 20:00 uur | SteDoCo                      | 2 – 3 (1 – 1) | IJsselmeervogels            | Stadion: Sportpark SteDoCo, Hoornaar Toeschouwers: 1.000 Scheidsrechter: D. Drost |
| 3 september 2024 20:00 uur | Van Soest 45' Van Zeelst 79' |               | 6', 66' Afaker 55' Van Hees | Stadion: Sportpark SteDoCo, Hoornaar Toeschouwers: 1.000 Scheidsrechter: D. Drost |
| 3 september 2024 20:00 uur |                              |               |                             | Stadion: Sportpark SteDoCo, Hoornaar Toeschouwers: 1.000 Scheidsrechter: D. Drost |
| 3 september 2024 20:00 uur |                              |               |                             | Stadion: Sportpark SteDoCo, Hoornaar Toeschouwers: 1.000 Scheidsrechter: D. Drost |
|                            |                              |               |                             |                                                                                   |

|                            |             |               |               |                                                                                    |
| 3 september 2024 20:00 uur | SV Meerssen | 0 – 1 (0 – 1) | SC Genemuiden | Stadion: Sportpark Marsana, Meerssen Toeschouwers: 150 Scheidsrechter: O. van Hoof |
| 3 september 2024 20:00 uur |             | 22' Buitink   |               | Stadion: Sportpark Marsana, Meerssen Toeschouwers: 150 Scheidsrechter: O. van Hoof |
| 3 september 2024 20:00 uur |             |               |               | Stadion: Sportpark Marsana, Meerssen Toeschouwers: 150 Scheidsrechter: O. van Hoof |
| 3 september 2024 20:00 uur |             |               |               | Stadion: Sportpark Marsana, Meerssen Toeschouwers: 150 Scheidsrechter: O. van Hoof |
|                            |             |               |               |                                                                                    |

|                            |                                               |               |            |                                                                              |
| 3 september 2024 20:00 uur | SV Poortugaal                                 | 3 – 1 (2 – 1) | ONS Sneek  | Stadion: Sportpark Polder Albrandswaard, Poortugaal Scheidsrechter: J. Kraak |
| 3 september 2024 20:00 uur | Rosina 36' Van der Harst 45+2' Breukhoven 84' |               | 29' Eekhof | Stadion: Sportpark Polder Albrandswaard, Poortugaal Scheidsrechter: J. Kraak |
| 3 september 2024 20:00 uur |                                               |               |            | Stadion: Sportpark Polder Albrandswaard, Poortugaal Scheidsrechter: J. Kraak |
| 3 september 2024 20:00 uur |                                               |               |            | Stadion: Sportpark Polder Albrandswaard, Poortugaal Scheidsrechter: J. Kraak |
|                            |                                               |               |            |                                                                              |

|                            |                                         |               |                                     |                                                                           |
| 3 september 2024 20:00 uur | TEC                                     | 4 – 2 (3 – 0) | Urk                                 | Stadion: Sportpark De Lok, Tiel Toeschouwers: 250 Scheidsrechter: S. Smit |
| 3 september 2024 20:00 uur | Ket 18' Yelkovan 20' Van Essen 23', 57' |               | 63' R. Nentjes 68' (pen.) Van Essen | Stadion: Sportpark De Lok, Tiel Toeschouwers: 250 Scheidsrechter: S. Smit |
| 3 september 2024 20:00 uur |                                         |               |                                     | Stadion: Sportpark De Lok, Tiel Toeschouwers: 250 Scheidsrechter: S. Smit |
| 3 september 2024 20:00 uur |                                         |               |                                     | Stadion: Sportpark De Lok, Tiel Toeschouwers: 250 Scheidsrechter: S. Smit |
|                            |                                         |               |                                     |                                                                           |

|                            |                                                                                    |               |      |                                                                    |
| 3 september 2024 20:30 uur | Sparta Nijkerk                                                                     | 6 – 0 (3 – 0) | Laar | Stadion: Sportpark De Ebbenhorst, Nijkerk Scheidsrechter: M. Spoon |
| 3 september 2024 20:30 uur | El Ghazouani 8', 25' Fonville 45' Bakkenes 58' Nsingi 72', 79' Sterling 85' (pen.) |               |      | Stadion: Sportpark De Ebbenhorst, Nijkerk Scheidsrechter: M. Spoon |
| 3 september 2024 20:30 uur |                                                                                    |               |      | Stadion: Sportpark De Ebbenhorst, Nijkerk Scheidsrechter: M. Spoon |
| 3 september 2024 20:30 uur |                                                                                    |               |      | Stadion: Sportpark De Ebbenhorst, Nijkerk Scheidsrechter: M. Spoon |
|                            |                                                                                    |               |      |                                                                    |

|                            |                |               |             |                                                                     |
| 4 september 2024 20:00 uur | ADO '20        | 2 – 0 (1 – 0) | DAW Schaijk | Stadion: Sportpark Het Maalwater, Heiloo Scheidsrechter: R. Gansner |
| 4 september 2024 20:00 uur | De Vré 1', 56' |               |             | Stadion: Sportpark Het Maalwater, Heiloo Scheidsrechter: R. Gansner |
| 4 september 2024 20:00 uur |                |               |             | Stadion: Sportpark Het Maalwater, Heiloo Scheidsrechter: R. Gansner |
| 4 september 2024 20:00 uur |                |               |             | Stadion: Sportpark Het Maalwater, Heiloo Scheidsrechter: R. Gansner |
|                            |                |               |             |                                                                     |

|                            |                             |               |             |                                                                                                  |
| 4 september 2024 20:00 uur | ASWH                        | 3 – 1 (1 – 1) | SVBO        | Stadion: Sportpark Schildman, Hendrik-Ido-Ambacht Toeschouwers: 250 Scheidsrechter: G. den Ouden |
| 4 september 2024 20:00 uur | Adney 11' Prijor 67', 90+5' |               | 16' De Boer | Stadion: Sportpark Schildman, Hendrik-Ido-Ambacht Toeschouwers: 250 Scheidsrechter: G. den Ouden |
| 4 september 2024 20:00 uur |                             |               |             | Stadion: Sportpark Schildman, Hendrik-Ido-Ambacht Toeschouwers: 250 Scheidsrechter: G. den Ouden |
| 4 september 2024 20:00 uur |                             |               |             | Stadion: Sportpark Schildman, Hendrik-Ido-Ambacht Toeschouwers: 250 Scheidsrechter: G. den Ouden |
|                            |                             |               |             |                                                                                                  |

|                            |                                                  |                             |                |                                                                             |
| 4 september 2024 20:00 uur | Capelle                                          | 3 – 1 (1 – 1, 0 – 1) (n.v.) | HSC '21        | Stadion: Sportpark 't Slot, Capelle aan den IJssel Scheidsrechter: A. Wolff |
| 4 september 2024 20:00 uur | Schippers 69' Waandels 107' Van der Heijden 120' |                             | 20' Iallouchen | Stadion: Sportpark 't Slot, Capelle aan den IJssel Scheidsrechter: A. Wolff |
| 4 september 2024 20:00 uur |                                                  |                             |                | Stadion: Sportpark 't Slot, Capelle aan den IJssel Scheidsrechter: A. Wolff |
| 4 september 2024 20:00 uur |                                                  |                             |                | Stadion: Sportpark 't Slot, Capelle aan den IJssel Scheidsrechter: A. Wolff |
|                            |                                                  |                             |                |                                                                             |

|                            |                                |                         |                                            |                                                                                 |
| 4 september 2024 20:00 uur | EVV                            | 0 – 0 (n.v.) 2 – 4 pen. | Zwaluw VFC                                 | Stadion: Sportpark In de Bandert, Echt Toeschouwers: 350 Scheidsrechter: M. Kok |
| 4 september 2024 20:00 uur |                                |                         |                                            | Stadion: Sportpark In de Bandert, Echt Toeschouwers: 350 Scheidsrechter: M. Kok |
| 4 september 2024 20:00 uur | Strafschoppen                  |                         |                                            | Stadion: Sportpark In de Bandert, Echt Toeschouwers: 350 Scheidsrechter: M. Kok |
| 4 september 2024 20:00 uur | Eind A. Gielen Kawal R. Gielen |                         | Vorstenbosch Huijgens Kreté Van Maasakkers | Stadion: Sportpark In de Bandert, Echt Toeschouwers: 350 Scheidsrechter: M. Kok |
|                            |                                |                         |                                            |                                                                                 |

|                            |                   |                       |       |                                                                          |
| 4 september 2024 20:00 uur | FC 's-Gravenzande | 0 – 2 (0 – 1)         | RKAVV | Stadion: Juliana Sportpark, 's-Gravenzande Scheidsrechter: P. van Veelen |
| 4 september 2024 20:00 uur |                   | 1' Sandoya 79' Bouras |       | Stadion: Juliana Sportpark, 's-Gravenzande Scheidsrechter: P. van Veelen |
| 4 september 2024 20:00 uur |                   |                       |       | Stadion: Juliana Sportpark, 's-Gravenzande Scheidsrechter: P. van Veelen |
| 4 september 2024 20:00 uur |                   |                       |       | Stadion: Juliana Sportpark, 's-Gravenzande Scheidsrechter: P. van Veelen |
|                            |                   |                       |       |                                                                          |

|                            |                                                    |               |               |                                                                   |
| 4 september 2024 20:00 uur | Gemert                                             | 4 – 0 (2 – 0) | Excelsior '31 | Stadion: Sportpark Molenbroek, Gemert Scheidsrechter: T. van Pelt |
| 4 september 2024 20:00 uur | Craenen 16', 43' Van Diepen 57' Crommentuijn 90+1' |               |               | Stadion: Sportpark Molenbroek, Gemert Scheidsrechter: T. van Pelt |
| 4 september 2024 20:00 uur |                                                    |               |               | Stadion: Sportpark Molenbroek, Gemert Scheidsrechter: T. van Pelt |
| 4 september 2024 20:00 uur |                                                    |               |               | Stadion: Sportpark Molenbroek, Gemert Scheidsrechter: T. van Pelt |
|                            |                                                    |               |               |                                                                   |

|                            |                     |               |                                                   |                                                                      |
| 4 september 2024 20:00 uur | Heerjansdam         | 1 – 4 (0 – 1) | Blauw Geel '38                                    | Stadion: Sportpark De Molenwei, Heerjansdam Scheidsrechter: S. Huijs |
| 4 september 2024 20:00 uur | M. van den Berg 69' |               | 19', 53' De Meij 50' Van den Nieuwenhof 85' Voets | Stadion: Sportpark De Molenwei, Heerjansdam Scheidsrechter: S. Huijs |
| 4 september 2024 20:00 uur |                     |               |                                                   | Stadion: Sportpark De Molenwei, Heerjansdam Scheidsrechter: S. Huijs |
| 4 september 2024 20:00 uur |                     |               |                                                   | Stadion: Sportpark De Molenwei, Heerjansdam Scheidsrechter: S. Huijs |
|                            |                     |               |                                                   |                                                                      |

|                            |           |                   |        |                                                                |
| 4 september 2024 20:00 uur | Hollandia | 0 – 1 (n.v.)      | UDI'19 | Stadion: Sportpark Julianapark, Hoorn Scheidsrechter: M. Kieft |
| 4 september 2024 20:00 uur |           | 113' Van de Voort |        | Stadion: Sportpark Julianapark, Hoorn Scheidsrechter: M. Kieft |
| 4 september 2024 20:00 uur |           |                   |        | Stadion: Sportpark Julianapark, Hoorn Scheidsrechter: M. Kieft |
| 4 september 2024 20:00 uur |           |                   |        | Stadion: Sportpark Julianapark, Hoorn Scheidsrechter: M. Kieft |
|                            |           |                   |        |                                                                |

|                            |                                                        |                             |                                   |                                                                          |
| 4 september 2024 20:00 uur | Juliana                                                | 4 – 2 (2 – 2, 2 – 0) (n.v.) | Geldrop                           | Stadion: Sportpark De Broeklanden, Malden Scheidsrechter: S. van Westing |
| 4 september 2024 20:00 uur | Pijnenburg 26' Beks 28' (e.d.) Diesel 94' Meijers 116' |                             | 89' De Haas 90+4' (pen.) Adriaans | Stadion: Sportpark De Broeklanden, Malden Scheidsrechter: S. van Westing |
| 4 september 2024 20:00 uur |                                                        |                             |                                   | Stadion: Sportpark De Broeklanden, Malden Scheidsrechter: S. van Westing |
| 4 september 2024 20:00 uur |                                                        |                             |                                   | Stadion: Sportpark De Broeklanden, Malden Scheidsrechter: S. van Westing |
|                            |                                                        |                             |                                   |                                                                          |

|                            |                                  |               |                                   |                                                                  |
| 4 september 2024 20:00 uur | RKVV DEM                         | 1 – 2 (1 – 0) | Ajax (amateurs)                   | Stadion: Sportpark Adrichem, Beverwijk Scheidsrechter: R. Souwen |
| 4 september 2024 20:00 uur | De Vries 5' Schavemaker 55', 84' |               | 73' (pen.) Sporkslede 76' Correia | Stadion: Sportpark Adrichem, Beverwijk Scheidsrechter: R. Souwen |
| 4 september 2024 20:00 uur |                                  |               |                                   | Stadion: Sportpark Adrichem, Beverwijk Scheidsrechter: R. Souwen |
| 4 september 2024 20:00 uur |                                  |               |                                   | Stadion: Sportpark Adrichem, Beverwijk Scheidsrechter: R. Souwen |
|                            |                                  |               |                                   |                                                                  |

|                            |      |                                           |           |                                                                                    |
| 4 september 2024 20:00 uur | TOGB | 0 – 4 (0 – 1)                             | Noordwijk | Stadion: Sportpark Het Hoge Land, Berkel en Rodenrijs Scheidsrechter: M. ter Velde |
| 4 september 2024 20:00 uur |      | 44' Wendt 49' Tjin-Asjoe 60', 90' Reemnet |           | Stadion: Sportpark Het Hoge Land, Berkel en Rodenrijs Scheidsrechter: M. ter Velde |
| 4 september 2024 20:00 uur |      |                                           |           | Stadion: Sportpark Het Hoge Land, Berkel en Rodenrijs Scheidsrechter: M. ter Velde |
| 4 september 2024 20:00 uur |      |                                           |           | Stadion: Sportpark Het Hoge Land, Berkel en Rodenrijs Scheidsrechter: M. ter Velde |
|                            |      |                                           |           |                                                                                    |

|                            |                   |               |               |                                                                       |
| 4 september 2024 20:00 uur | Winterswijk       | 2 – 0 (0 – 0) | Blauw Wit '34 | Stadion: Sportpark Jaspers, Winterswijk Scheidsrechter: W. Bronsvoort |
| 4 september 2024 20:00 uur | Veldhuis 55', 66' |               |               | Stadion: Sportpark Jaspers, Winterswijk Scheidsrechter: W. Bronsvoort |
| 4 september 2024 20:00 uur |                   |               |               | Stadion: Sportpark Jaspers, Winterswijk Scheidsrechter: W. Bronsvoort |
| 4 september 2024 20:00 uur |                   |               |               | Stadion: Sportpark Jaspers, Winterswijk Scheidsrechter: W. Bronsvoort |
|                            |                   |               |               |                                                                       |

|                            |                                                 |               |                 |                                                                         |
| 4 september 2024 20:15 uur | Quick                                           | 4 – 1 (2 – 0) | UNA             | Stadion: Sportpark Nieuw Hanenburg, Den Haag Scheidsrechter: Y. Kuipers |
| 4 september 2024 20:15 uur | Van Noort 1' Abdoel 45+2' Wijsman 63' Kruis 84' |               | 66' Eenow Dahir | Stadion: Sportpark Nieuw Hanenburg, Den Haag Scheidsrechter: Y. Kuipers |
| 4 september 2024 20:15 uur |                                                 |               |                 | Stadion: Sportpark Nieuw Hanenburg, Den Haag Scheidsrechter: Y. Kuipers |
| 4 september 2024 20:15 uur |                                                 |               |                 | Stadion: Sportpark Nieuw Hanenburg, Den Haag Scheidsrechter: Y. Kuipers |
|                            |                                                 |               |                 |                                                                         |

#### Tweede kwalificatieronde
Aan de tweede kwalificatieronde namen in totaal 40 amateurverenigingen deel. De loting werd op 5 september 2024 verricht door Timo Reessink, hoofd competitie betaald voetbal bij de KNVB, en Max den Boer van DOVO. In de pot zaten 32 winnaars uit de eerste kwalificatieronde en 8 teams die instroomden vanuit de Tweede divisie: Barendrecht, AFC, GVVV, Kon. HFC, HHC Hardenberg, Rijnsburgse Boys, ACV, RKAV Volendam. Daarbij was er sprake van een vrije loting. Dat wil zeggen dat alle 40 teams aan elkaar gekoppeld konden worden, ongeacht de competitie waarin zij uitkomen. De speeldata in de tweede kwalificatieronde waren dinsdag 24 en woensdag 25 september. De winnaars van de 20 wedstrijden in deze tweede kwalificatieronde plaatsten zich voor de eerste ronde en daarmee voor het hoofdtoernooi van de KNVB Beker.
|                             |                     |               |                                            |                                                                                         |
| 24 september 2024 20:00 uur | ACV                 | 2 – 5 (1 – 1) | IJsselmeervogels                           | Stadion: Sportpark ICT Specialist, Assen Toeschouwers: 1.250 Scheidsrechter: W. Wiersma |
| 24 september 2024 20:00 uur | Spijkerman 10', 48' |               | 12' Beekman 59', 79' Dkidak 61', 85' Beers | Stadion: Sportpark ICT Specialist, Assen Toeschouwers: 1.250 Scheidsrechter: W. Wiersma |
| 24 september 2024 20:00 uur |                     |               |                                            | Stadion: Sportpark ICT Specialist, Assen Toeschouwers: 1.250 Scheidsrechter: W. Wiersma |
| 24 september 2024 20:00 uur |                     |               |                                            | Stadion: Sportpark ICT Specialist, Assen Toeschouwers: 1.250 Scheidsrechter: W. Wiersma |
|                             |                     |               |                                            |                                                                                         |

|                             |            |               |                |                                                                                                |
| 24 september 2024 20:00 uur | ASWH       | 1 – 0 (0 – 0) | HHC Hardenberg | Stadion: Sportpark Schildman, Hendrik-Ido-Ambacht Toeschouwers: 625 Scheidsrechter: J. Kuipers |
| 24 september 2024 20:00 uur | Fetahi 89' |               |                | Stadion: Sportpark Schildman, Hendrik-Ido-Ambacht Toeschouwers: 625 Scheidsrechter: J. Kuipers |
| 24 september 2024 20:00 uur |            |               |                | Stadion: Sportpark Schildman, Hendrik-Ido-Ambacht Toeschouwers: 625 Scheidsrechter: J. Kuipers |
| 24 september 2024 20:00 uur |            |               |                | Stadion: Sportpark Schildman, Hendrik-Ido-Ambacht Toeschouwers: 625 Scheidsrechter: J. Kuipers |
|                             |            |               |                |                                                                                                |

|                             |                                         |                             |                         |                                                                                      |
| 24 september 2024 20:00 uur | Hercules                                | 3 – 2 (2 – 2, 0 – 1) (n.v.) | Excelsior Maassluis     | Stadion: Sportpark Voordorp, Utrecht Toeschouwers: 1.000 Scheidsrechter: T. Hardeman |
| 24 september 2024 20:00 uur | Tufi 56' Bastmeijer 60' Ten Have 120+3' |                             | 13' Dahmani 49' Maatsen | Stadion: Sportpark Voordorp, Utrecht Toeschouwers: 1.000 Scheidsrechter: T. Hardeman |
| 24 september 2024 20:00 uur |                                         |                             |                         | Stadion: Sportpark Voordorp, Utrecht Toeschouwers: 1.000 Scheidsrechter: T. Hardeman |
| 24 september 2024 20:00 uur |                                         |                             |                         | Stadion: Sportpark Voordorp, Utrecht Toeschouwers: 1.000 Scheidsrechter: T. Hardeman |
|                             |                                         |                             |                         |                                                                                      |

|                             |                             |               |      |                                                                                      |
| 24 september 2024 20:00 uur | Noordwijk                   | 2 – 0 (0 – 0) | Hoek | Stadion: Sportpark Duinwetering, Noordwijk Toeschouwers: 400 Scheidsrechter: N. Boel |
| 24 september 2024 20:00 uur | Rietveld 65' Tjin-Asjoe 85' |               |      | Stadion: Sportpark Duinwetering, Noordwijk Toeschouwers: 400 Scheidsrechter: N. Boel |
| 24 september 2024 20:00 uur |                             |               |      | Stadion: Sportpark Duinwetering, Noordwijk Toeschouwers: 400 Scheidsrechter: N. Boel |
| 24 september 2024 20:00 uur |                             |               |      | Stadion: Sportpark Duinwetering, Noordwijk Toeschouwers: 400 Scheidsrechter: N. Boel |
|                             |                             |               |      |                                                                                      |

|                             |                            |                             |                  |                                                                           |
| 24 september 2024 20:00 uur | OJC Rosmalen               | 2 – 1 (1 – 1, 0 – 1) (n.v.) | d'Olde Veste '54 | Stadion: Sportpark De Groote Wielen, Rosmalen Scheidsrechter: O. van Hoof |
| 24 september 2024 20:00 uur | Van Tooren 58' Reuvers 97' |                             | 30' J. Dijkstra  | Stadion: Sportpark De Groote Wielen, Rosmalen Scheidsrechter: O. van Hoof |
| 24 september 2024 20:00 uur |                            |                             |                  | Stadion: Sportpark De Groote Wielen, Rosmalen Scheidsrechter: O. van Hoof |
| 24 september 2024 20:00 uur |                            |                             |                  | Stadion: Sportpark De Groote Wielen, Rosmalen Scheidsrechter: O. van Hoof |
|                             |                            |                             |                  |                                                                           |

|                             |       |                                             |         |                                                                          |
| 24 september 2024 20:00 uur | Quick | 0 – 3 (0 – 2)                               | Capelle | Stadion: Sportpark Nieuw Hanenburg, Den Haag Scheidsrechter: K. Molenaar |
| 24 september 2024 20:00 uur |       | 11' Van der Heijden 23' Akdeniz 89' Kusters |         | Stadion: Sportpark Nieuw Hanenburg, Den Haag Scheidsrechter: K. Molenaar |
| 24 september 2024 20:00 uur |       |                                             |         | Stadion: Sportpark Nieuw Hanenburg, Den Haag Scheidsrechter: K. Molenaar |
| 24 september 2024 20:00 uur |       |                                             |         | Stadion: Sportpark Nieuw Hanenburg, Den Haag Scheidsrechter: K. Molenaar |
|                             |       |                                             |         |                                                                          |

|                             |                            |                             |                                     |                                                                        |
| 24 september 2024 20:00 uur | RKAV Volendam              | 2 – 3 (2 – 2, 1 – 0) (n.v.) | Blauw Geel '38                      | Stadion: Hein Koning Voetbalstadion, Volendam Scheidsrechter: D. Drost |
| 24 september 2024 20:00 uur | S. Schokker 45' R. Tol 84' |                             | 58' Van der Zanden 90+5', 97' Voets | Stadion: Hein Koning Voetbalstadion, Volendam Scheidsrechter: D. Drost |
| 24 september 2024 20:00 uur |                            |                             |                                     | Stadion: Hein Koning Voetbalstadion, Volendam Scheidsrechter: D. Drost |
| 24 september 2024 20:00 uur |                            |                             |                                     | Stadion: Hein Koning Voetbalstadion, Volendam Scheidsrechter: D. Drost |
|                             |                            |                             |                                     |                                                                        |

|                             |                  |               |               |                                                                                        |
| 24 september 2024 20:00 uur | Rijnsburgse Boys | 1 – 0 (1 – 0) | Sportlust '46 | Stadion: Sportpark Middelmors, Rijnsburg Toeschouwers: 1.200 Scheidsrechter: T. Visser |
| 24 september 2024 20:00 uur | Ros 13'          |               |               | Stadion: Sportpark Middelmors, Rijnsburg Toeschouwers: 1.200 Scheidsrechter: T. Visser |
| 24 september 2024 20:00 uur |                  |               |               | Stadion: Sportpark Middelmors, Rijnsburg Toeschouwers: 1.200 Scheidsrechter: T. Visser |
| 24 september 2024 20:00 uur |                  |               |               | Stadion: Sportpark Middelmors, Rijnsburg Toeschouwers: 1.200 Scheidsrechter: T. Visser |
|                             |                  |               |               |                                                                                        |

|                             |                   |               |              |                                                                           |
| 24 september 2024 20:00 uur | RKAVV             | 0 – 1 (0 – 1) | DOVO         | Stadion: Sportpark Kastelenring, Leidschendam Scheidsrechter: T. van Pelt |
| 24 september 2024 20:00 uur | Bouras 87' (pen.) |               | 38' Screever | Stadion: Sportpark Kastelenring, Leidschendam Scheidsrechter: T. van Pelt |
| 24 september 2024 20:00 uur |                   |               |              | Stadion: Sportpark Kastelenring, Leidschendam Scheidsrechter: T. van Pelt |
| 24 september 2024 20:00 uur |                   |               |              | Stadion: Sportpark Kastelenring, Leidschendam Scheidsrechter: T. van Pelt |
|                             |                   |               |              |                                                                           |

|                             |                  |               |         |                                                                                               |
| 24 september 2024 20:00 uur | SC Genemuiden    | 1 – 0 (0 – 0) | ADO '20 | Stadion: Sportpark De Wetering, Genemuiden Toeschouwers: 750 Scheidsrechter: E. van der Vaart |
| 24 september 2024 20:00 uur | Kroon 79' (e.d.) |               |         | Stadion: Sportpark De Wetering, Genemuiden Toeschouwers: 750 Scheidsrechter: E. van der Vaart |
| 24 september 2024 20:00 uur |                  |               |         | Stadion: Sportpark De Wetering, Genemuiden Toeschouwers: 750 Scheidsrechter: E. van der Vaart |
| 24 september 2024 20:00 uur |                  |               |         | Stadion: Sportpark De Wetering, Genemuiden Toeschouwers: 750 Scheidsrechter: E. van der Vaart |
|                             |                  |               |         |                                                                                               |

|                             |                                                              |                             |                                                    |                                                                   |
| 24 september 2024 20:00 uur | Sparta Nijkerk                                               | 4 – 2 (2 – 2, 0 – 1) (n.v.) | Achilles Veen                                      | Stadion: Sportpark De Ebbenhorst, Nijkerk Scheidsrechter: S. Smit |
| 24 september 2024 20:00 uur | Van Dijk 60' El Ghazouani 64' Makizodila 105+2' Berhout 107' |                             | 24' Van Arnhem 59' (pen.) Goossens 28', 75' Statie | Stadion: Sportpark De Ebbenhorst, Nijkerk Scheidsrechter: S. Smit |
| 24 september 2024 20:00 uur |                                                              |                             |                                                    | Stadion: Sportpark De Ebbenhorst, Nijkerk Scheidsrechter: S. Smit |
| 24 september 2024 20:00 uur |                                                              |                             |                                                    | Stadion: Sportpark De Ebbenhorst, Nijkerk Scheidsrechter: S. Smit |
|                             |                                                              |                             |                                                    |                                                                   |

|                             |                 |               |               |                                                                               |
| 24 september 2024 20:00 uur | VVSB            | 1 – 2 (1 – 1) | Quick '20     | Stadion: Sportpark De Boekhorst, Noordwijkerhout Scheidsrechter: J. Ordelmans |
| 24 september 2024 20:00 uur | Ossendrijver 7' |               | 42', 52' Ilia | Stadion: Sportpark De Boekhorst, Noordwijkerhout Scheidsrechter: J. Ordelmans |
| 24 september 2024 20:00 uur |                 |               |               | Stadion: Sportpark De Boekhorst, Noordwijkerhout Scheidsrechter: J. Ordelmans |
| 24 september 2024 20:00 uur |                 |               |               | Stadion: Sportpark De Boekhorst, Noordwijkerhout Scheidsrechter: J. Ordelmans |
|                             |                 |               |               |                                                                               |

|                             |                                      |               |      |                                                                                       |
| 25 september 2024 20:00 uur | AFC                                  | 3 – 0 (3 – 0) | GVVV | Stadion: Sportpark Goed Genoeg, Amsterdam Toeschouwers: 250 Scheidsrechter: L. Timmer |
| 25 september 2024 20:00 uur | Eliasar 11' De Mooij 40' Klopper 41' |               |      | Stadion: Sportpark Goed Genoeg, Amsterdam Toeschouwers: 250 Scheidsrechter: L. Timmer |
| 25 september 2024 20:00 uur |                                      |               |      | Stadion: Sportpark Goed Genoeg, Amsterdam Toeschouwers: 250 Scheidsrechter: L. Timmer |
| 25 september 2024 20:00 uur |                                      |               |      | Stadion: Sportpark Goed Genoeg, Amsterdam Toeschouwers: 250 Scheidsrechter: L. Timmer |
|                             |                                      |               |      |                                                                                       |

|                             |                 |               |                                               |                                                                           |
| 25 september 2024 20:00 uur | Ajax (amateurs) | 1 – 2 (1 – 0) | Kolping Boys                                  | Stadion: Sportpark De Toekomst, Duivendrecht Scheidsrechter: M. ter Velde |
| 25 september 2024 20:00 uur | Van Son 40'     |               | 84' Rouppe van der Voort 90+2' Van der Hoeven | Stadion: Sportpark De Toekomst, Duivendrecht Scheidsrechter: M. ter Velde |
| 25 september 2024 20:00 uur |                 |               |                                               | Stadion: Sportpark De Toekomst, Duivendrecht Scheidsrechter: M. ter Velde |
| 25 september 2024 20:00 uur |                 |               |                                               | Stadion: Sportpark De Toekomst, Duivendrecht Scheidsrechter: M. ter Velde |
|                             |                 |               |                                               |                                                                           |

|                             |                                        |               |     |                                                                         |
| 25 september 2024 20:00 uur | Barendrecht                            | 4 – 0 (2 – 0) | TEC | Stadion: Sportpark De Bongerd, Barendrecht Scheidsrechter: P. Henshuijs |
| 25 september 2024 20:00 uur | Serghini 8', 14' Rook 48' De Bruin 86' |               |     | Stadion: Sportpark De Bongerd, Barendrecht Scheidsrechter: P. Henshuijs |
| 25 september 2024 20:00 uur |                                        |               |     | Stadion: Sportpark De Bongerd, Barendrecht Scheidsrechter: P. Henshuijs |
| 25 september 2024 20:00 uur |                                        |               |     | Stadion: Sportpark De Bongerd, Barendrecht Scheidsrechter: P. Henshuijs |
|                             |                                        |               |     |                                                                         |

|                             |        |                   |             |                                                                  |
| 25 september 2024 20:00 uur | Gemert | 0 – 2 (0 – 1)     | Winterswijk | Stadion: Sportpark Molenbroek, Gemert Scheidsrechter: S. Janssen |
| 25 september 2024 20:00 uur |        | 25', 86' Veldhuis |             | Stadion: Sportpark Molenbroek, Gemert Scheidsrechter: S. Janssen |
| 25 september 2024 20:00 uur |        |                   |             | Stadion: Sportpark Molenbroek, Gemert Scheidsrechter: S. Janssen |
| 25 september 2024 20:00 uur |        |                   |             | Stadion: Sportpark Molenbroek, Gemert Scheidsrechter: S. Janssen |
|                             |        |                   |             |                                                                  |

|                             |              |               |                             |                                                                    |
| 25 september 2024 20:00 uur | Juliana '31  | 1 – 2 (1 – 1) | FC Lisse                    | Stadion: Sportpark De Broeklanden, Malden Scheidsrechter: M. Wever |
| 25 september 2024 20:00 uur | Van Lith 15' |               | 36' L. Bakker 61' Zwetsloot | Stadion: Sportpark De Broeklanden, Malden Scheidsrechter: M. Wever |
| 25 september 2024 20:00 uur |              |               |                             | Stadion: Sportpark De Broeklanden, Malden Scheidsrechter: M. Wever |
| 25 september 2024 20:00 uur |              |               |                             | Stadion: Sportpark De Broeklanden, Malden Scheidsrechter: M. Wever |
|                             |              |               |                             |                                                                    |

|                             |               |               |                                    | |
| 25 september 2024 20:00 uur | SV Poortugaal | 1 – 3 (0 – 1) | Koninklijke HFC                    | Stadion: Sportpark Polder Albrandswaard, Poortugaal Toeschouwers: 1.200 Scheidsrechter: Y. Kuipers |
| 25 september 2024 20:00 uur | Rosina 75'    |               | 22', 54' De Wilde 80' Van den Berg | Stadion: Sportpark Polder Albrandswaard, Poortugaal Toeschouwers: 1.200 Scheidsrechter: Y. Kuipers |
| 25 september 2024 20:00 uur |               |               |                                    | Stadion: Sportpark Polder Albrandswaard, Poortugaal Toeschouwers: 1.200 Scheidsrechter: Y. Kuipers |
| 25 september 2024 20:00 uur |               |               |                                    | Stadion: Sportpark Polder Albrandswaard, Poortugaal Toeschouwers: 1.200 Scheidsrechter: Y. Kuipers |
|                             |               |               |                                    | |

|                             |                          |               |                                |                                                                                      |
| 25 september 2024 20:00 uur | UDI'19                   | 1 – 2 (0 – 2) | Eemdijk                        | Stadion: Sportpark Parkzicht, Uden Toeschouwers: 1.000 Scheidsrechter: H. Michielsen |
| 25 september 2024 20:00 uur | Van den Broek 80' (pen.) |               | 8' Deen 12' Van den Dikkenberg | Stadion: Sportpark Parkzicht, Uden Toeschouwers: 1.000 Scheidsrechter: H. Michielsen |
| 25 september 2024 20:00 uur |                          |               |                                | Stadion: Sportpark Parkzicht, Uden Toeschouwers: 1.000 Scheidsrechter: H. Michielsen |
| 25 september 2024 20:00 uur |                          |               |                                | Stadion: Sportpark Parkzicht, Uden Toeschouwers: 1.000 Scheidsrechter: H. Michielsen |
|                             |                          |               |                                |                                                                                      |

|                             |              |               |                                                   |                                                                                      |
| 25 september 2024 20:00 uur | Zwaluw VFC   | 1 – 4 (1 – 1) | FC Rijnvogels                                     | Stadion: Sportpark Bergenshuizen, Vught Toeschouwers: 1.200 Scheidsrechter: A. Wolff |
| 25 september 2024 20:00 uur | Huijgens 13' |               | 36', 50' Van der Meer 74' Van Oosten 83' Koppenol | Stadion: Sportpark Bergenshuizen, Vught Toeschouwers: 1.200 Scheidsrechter: A. Wolff |
| 25 september 2024 20:00 uur |              |               |                                                   | Stadion: Sportpark Bergenshuizen, Vught Toeschouwers: 1.200 Scheidsrechter: A. Wolff |
| 25 september 2024 20:00 uur |              |               |                                                   | Stadion: Sportpark Bergenshuizen, Vught Toeschouwers: 1.200 Scheidsrechter: A. Wolff |
|                             |              |               |                                                   |                                                                                      |

### Hoofdtoernooi
Aan het hoofdtoernooi deden de volgende clubs mee: de 20 winnaars uit de tweede voorronde, de kampioen van de Tweede divisie (SV Spakenburg) en de periodekampioenen (De Treffers, Quick Boys, vv Katwijk), aangevuld met 34 betaaldvoetbalclubs.

#### Eerste ronde
De clubs die dit seizoen deelnamen aan een Europees clubtoernooi (Ajax, AZ, Feyenoord, Go Ahead Eagles, PSV en FC Twente) waren vrijgesteld voor deze ronde. De amateurverenigingen speelden thuis bij loting tegen een betaaldvoetbalorganisatie. De loting in de ESPN-studio werd op 28 september 2024 verricht door Tim Pieters (Hercules) en trainer René van der Kooij (Rijnsburgse Boys). De wedstrijden van de eerste ronde vonden plaats op 29, 30 en 31 oktober 2024.
|                           |                                           |                             |                                            |                                                                                    |
| 29 oktober 2024 18:45 uur | N.E.C.                                    | 4 – 3 (2 – 1, 0 – 1) (n.v.) | PEC Zwolle                                 | Stadion: Goffertstadion, Nijmegen Toeschouwers: 12.540 Scheidsrechter: R. Hensgens |
| 29 oktober 2024 18:45 uur | Hansen 62' Ogawa 88', 105+1' Shiogai 103' | Verslag                     | 16' Monteiro 67' Vente 116' (pen.) Buitink | Stadion: Goffertstadion, Nijmegen Toeschouwers: 12.540 Scheidsrechter: R. Hensgens |
| 29 oktober 2024 18:45 uur |                                           |                             |                                            | Stadion: Goffertstadion, Nijmegen Toeschouwers: 12.540 Scheidsrechter: R. Hensgens |
| 29 oktober 2024 18:45 uur |                                           |                             |                                            | Stadion: Goffertstadion, Nijmegen Toeschouwers: 12.540 Scheidsrechter: R. Hensgens |
|                           |                                           |                             |                                            |                                                                                    |

|                           |                  |               |                                           |                                                                                    |
| 29 oktober 2024 21:00 uur | ADO Den Haag     | 1 – 4 (1 – 2) | SC Cambuur                                | Stadion: Bingoal Stadion, Den Haag Toeschouwers: 5.174 Scheidsrechter: J. Manschot |
| 29 oktober 2024 21:00 uur | Bonis 12' (pen.) | Verslag       | 25', 34' Ottesen 70' Diemers 83' Kooistra | Stadion: Bingoal Stadion, Den Haag Toeschouwers: 5.174 Scheidsrechter: J. Manschot |
| 29 oktober 2024 21:00 uur |                  |               |                                           | Stadion: Bingoal Stadion, Den Haag Toeschouwers: 5.174 Scheidsrechter: J. Manschot |
| 29 oktober 2024 21:00 uur |                  |               |                                           | Stadion: Bingoal Stadion, Den Haag Toeschouwers: 5.174 Scheidsrechter: J. Manschot |
|                           |                  |               |                                           |                                                                                    |

|                           |                                                                        |               |                     |                                                                               |
| 29 oktober 2024 21:00 uur | De Graafschap                                                          | 4 – 1 (2 – 1) | TOP Oss             | Stadion: De Vijverberg, Doetinchem Toeschouwers: 6.223 Scheidsrechter: A. Bos |
| 29 oktober 2024 21:00 uur | El Kadiri 17' Lambrix 45+1' (e.d.) El Jebli 51' (pen.) Van Gilst 90+4' | Verslag       | 21' (pen.) Stensrud | Stadion: De Vijverberg, Doetinchem Toeschouwers: 6.223 Scheidsrechter: A. Bos |
| 29 oktober 2024 21:00 uur |                                                                        |               |                     | Stadion: De Vijverberg, Doetinchem Toeschouwers: 6.223 Scheidsrechter: A. Bos |
| 29 oktober 2024 21:00 uur |                                                                        |               |                     | Stadion: De Vijverberg, Doetinchem Toeschouwers: 6.223 Scheidsrechter: A. Bos |
|                           |                                                                        |               |                     |                                                                               |

|                           |              |               |                                                          |                                                                                |
| 29 oktober 2024 21:00 uur | De Treffers  | 1 – 4 (0 – 0) | Fortuna Sittard                                          | Stadion: Sportpark Zuid, Groesbeek Toeschouwers: 1.400 Scheidsrechter: K. Puts |
| 29 oktober 2024 21:00 uur | Waterink 47' | Verslag       | 58' (e.d.) Kornelis 59' Da Cruz 79', 89' (pen.) Bullaude | Stadion: Sportpark Zuid, Groesbeek Toeschouwers: 1.400 Scheidsrechter: K. Puts |
| 29 oktober 2024 21:00 uur |              |               |                                                          | Stadion: Sportpark Zuid, Groesbeek Toeschouwers: 1.400 Scheidsrechter: K. Puts |
| 29 oktober 2024 21:00 uur |              |               |                                                          | Stadion: Sportpark Zuid, Groesbeek Toeschouwers: 1.400 Scheidsrechter: K. Puts |
|                           |              |               |                                                          |                                                                                |

|                           |                         |               |            |                                                                                               |
| 29 oktober 2024 21:00 uur | Excelsior Rotterdam     | 2 – 1 (2 – 1) | VVV-Venlo  | Stadion: Van Donge & De Roo Stadion, Rotterdam Toeschouwers: 2.951 Scheidsrechter: I. Oostrom |
| 29 oktober 2024 21:00 uur | Bergraaf 3' Naujoks 32' | Verslag       | 18' Berden | Stadion: Van Donge & De Roo Stadion, Rotterdam Toeschouwers: 2.951 Scheidsrechter: I. Oostrom |
| 29 oktober 2024 21:00 uur |                         |               |            | Stadion: Van Donge & De Roo Stadion, Rotterdam Toeschouwers: 2.951 Scheidsrechter: I. Oostrom |
| 29 oktober 2024 21:00 uur |                         |               |            | Stadion: Van Donge & De Roo Stadion, Rotterdam Toeschouwers: 2.951 Scheidsrechter: I. Oostrom |
|                           |                         |               |            |                                                                                               |

|                           |               |               |                                                                                             |                                                                                    |
| 29 oktober 2024 21:00 uur | FC Rijnvogels | 0 – 7 (0 – 4) | FC Eindhoven                                                                                | Stadion: Sportpark De Kooltuin, Katwijk Toeschouwers: 700 Scheidsrechter: R. Sturm |
| 29 oktober 2024 21:00 uur |               | Verslag       | 6' Blummel 15' Huisman 28' (e.d.), 75' (e.d.) Gomez Nieto 32', 47' Sleegers 90+1' S. Simons | Stadion: Sportpark De Kooltuin, Katwijk Toeschouwers: 700 Scheidsrechter: R. Sturm |
| 29 oktober 2024 21:00 uur |               |               |                                                                                             | Stadion: Sportpark De Kooltuin, Katwijk Toeschouwers: 700 Scheidsrechter: R. Sturm |
| 29 oktober 2024 21:00 uur |               |               |                                                                                             | Stadion: Sportpark De Kooltuin, Katwijk Toeschouwers: 700 Scheidsrechter: R. Sturm |
|                           |               |               |                                                                                             |                                                                                    |

|                           |                            |               |                                       |                                                                                             |
| 29 oktober 2024 21:00 uur | IJsselmeervogels           | 2 – 3 (0 – 0) | sc Heerenveen                         | Stadion: Sportpark De Westmaat, Bunschoten Toeschouwers: 4.000 Scheidsrechter: R. Dieperink |
| 29 oktober 2024 21:00 uur | Van Gorkom 52' Beekman 56' | Verslag       | 47' Trenskow 76' Nicolaescu 78' Smans | Stadion: Sportpark De Westmaat, Bunschoten Toeschouwers: 4.000 Scheidsrechter: R. Dieperink |
| 29 oktober 2024 21:00 uur |                            |               |                                       | Stadion: Sportpark De Westmaat, Bunschoten Toeschouwers: 4.000 Scheidsrechter: R. Dieperink |
| 29 oktober 2024 21:00 uur |                            |               |                                       | Stadion: Sportpark De Westmaat, Bunschoten Toeschouwers: 4.000 Scheidsrechter: R. Dieperink |
|                           |                            |               |                                       |                                                                                             |

|                           |              |               |                                              |                                                                                            |
| 29 oktober 2024 21:00 uur | Kolping Boys | 1 – 5 (0 – 1) | FC Groningen                                 | Stadion: AFAS Trainingscomplex, Wijdewormer Toeschouwers: 1.200 Scheidsrechter: L. Gerrets |
| 29 oktober 2024 21:00 uur | Mandjes 52'  | Verslag       | 6' Resink 58' Mendes 73', 85', 90+4' Oosting | Stadion: AFAS Trainingscomplex, Wijdewormer Toeschouwers: 1.200 Scheidsrechter: L. Gerrets |
| 29 oktober 2024 21:00 uur |              |               |                                              | Stadion: AFAS Trainingscomplex, Wijdewormer Toeschouwers: 1.200 Scheidsrechter: L. Gerrets |
| 29 oktober 2024 21:00 uur |              |               |                                              | Stadion: AFAS Trainingscomplex, Wijdewormer Toeschouwers: 1.200 Scheidsrechter: L. Gerrets |
|                           |              |               |                                              |                                                                                            |

|                           |                                 |               |               |                                                                                        |
| 29 oktober 2024 21:00 uur | Noordwijk                       | 2 – 1 (0 – 0) | FC Dordrecht  | Stadion: Sportpark Duinwetering, Noordwijk Toeschouwers: 500 Scheidsrechter: L. Timmer |
| 29 oktober 2024 21:00 uur | Van Staveren 86' Tjin-Asjoe 88' | Verslag       | 76' Schuurman | Stadion: Sportpark Duinwetering, Noordwijk Toeschouwers: 500 Scheidsrechter: L. Timmer |
| 29 oktober 2024 21:00 uur |                                 |               |               | Stadion: Sportpark Duinwetering, Noordwijk Toeschouwers: 500 Scheidsrechter: L. Timmer |
| 29 oktober 2024 21:00 uur |                                 |               |               | Stadion: Sportpark Duinwetering, Noordwijk Toeschouwers: 500 Scheidsrechter: L. Timmer |
|                           |                                 |               |               |                                                                                        |

|                           |                                                                    |               |             |                                                                                         |
| 29 oktober 2024 21:00 uur | Sparta Nijkerk                                                     | 5 – 1 (3 – 1) | vv Capelle  | Stadion: Sportpark De Ebbenhorst, Nijkerk Toeschouwers: 800 Scheidsrechter: T. Hardeman |
| 29 oktober 2024 21:00 uur | El Ghazouani 11' Fonville 30', 74' (pen.) Bakkenes 45' Ibrahim 57' | Verslag       | 20' Kusters | Stadion: Sportpark De Ebbenhorst, Nijkerk Toeschouwers: 800 Scheidsrechter: T. Hardeman |
| 29 oktober 2024 21:00 uur |                                                                    |               |             | Stadion: Sportpark De Ebbenhorst, Nijkerk Toeschouwers: 800 Scheidsrechter: T. Hardeman |
| 29 oktober 2024 21:00 uur |                                                                    |               |             | Stadion: Sportpark De Ebbenhorst, Nijkerk Toeschouwers: 800 Scheidsrechter: T. Hardeman |
|                           |                                                                    |               |             |                                                                                         |

|                           |                        |               |           |                                                                                         |
| 30 oktober 2024 17:30 uur | BVV Barendrecht        | 2 – 1 (1 – 0) | NAC Breda | Stadion: Sportpark De Bongerd, Barendrecht Toeschouwers: 1.500 Scheidsrechter: E. Blank |
| 30 oktober 2024 17:30 uur | Vermeer 8' Vugts 90+4' | Verslag       | 56' Mol   | Stadion: Sportpark De Bongerd, Barendrecht Toeschouwers: 1.500 Scheidsrechter: E. Blank |
| 30 oktober 2024 17:30 uur |                        |               |           | Stadion: Sportpark De Bongerd, Barendrecht Toeschouwers: 1.500 Scheidsrechter: E. Blank |
| 30 oktober 2024 17:30 uur |                        |               |           | Stadion: Sportpark De Bongerd, Barendrecht Toeschouwers: 1.500 Scheidsrechter: E. Blank |
|                           |                        |               |           |                                                                                         |

|                           |                                       |                             |                    |                                                                                     |
| 30 oktober 2024 21:00 uur | AFC                                   | 3 – 1 (1 – 1, 1 – 0) (n.v.) | Blauw Geel '38     | Stadion: Sportpark Goed Genoeg, Amsterdam Toeschouwers: 700 Scheidsrechter: N. Boel |
| 30 oktober 2024 21:00 uur | Van Rhijn 22' De Mooij 97' Jesse 112' | Verslag                     | 55' Van der Zanden | Stadion: Sportpark Goed Genoeg, Amsterdam Toeschouwers: 700 Scheidsrechter: N. Boel |
| 30 oktober 2024 21:00 uur |                                       |                             |                    | Stadion: Sportpark Goed Genoeg, Amsterdam Toeschouwers: 700 Scheidsrechter: N. Boel |
| 30 oktober 2024 21:00 uur |                                       |                             |                    | Stadion: Sportpark Goed Genoeg, Amsterdam Toeschouwers: 700 Scheidsrechter: N. Boel |
|                           |                                       |                             |                    |                                                                                     |

|                           |                                                  |               |              |                                                                                      |
| 30 oktober 2024 21:00 uur | VV Eemdijk                                       | 2 – 1 (1 – 0) | OJC Rosmalen | Stadion: Sportpark De Vinken, Bunschoten Toeschouwers: 750 Scheidsrechter: T. Visser |
| 30 oktober 2024 21:00 uur | Van Dalen 27' Van Groen 55' Hilterman 75', 90+2' | Verslag       | 90+3' Vos    | Stadion: Sportpark De Vinken, Bunschoten Toeschouwers: 750 Scheidsrechter: T. Visser |
| 30 oktober 2024 21:00 uur |                                                  |               |              | Stadion: Sportpark De Vinken, Bunschoten Toeschouwers: 750 Scheidsrechter: T. Visser |
| 30 oktober 2024 21:00 uur |                                                  |               |              | Stadion: Sportpark De Vinken, Bunschoten Toeschouwers: 750 Scheidsrechter: T. Visser |
|                           |                                                  |               |              |                                                                                      |

|                           |                |               |                 |                                                                                        |
| 30 oktober 2024 21:00 uur | FC Winterswijk | 0 – 1 (0 – 0) | Heracles Almelo | Stadion: Sportpark Jaspers, Winterswijk Toeschouwers: 3.200 Scheidsrechter: B. Nijhuis |
| 30 oktober 2024 21:00 uur |                | Verslag       | 66' Talvitie    | Stadion: Sportpark Jaspers, Winterswijk Toeschouwers: 3.200 Scheidsrechter: B. Nijhuis |
| 30 oktober 2024 21:00 uur |                |               |                 | Stadion: Sportpark Jaspers, Winterswijk Toeschouwers: 3.200 Scheidsrechter: B. Nijhuis |
| 30 oktober 2024 21:00 uur |                |               |                 | Stadion: Sportpark Jaspers, Winterswijk Toeschouwers: 3.200 Scheidsrechter: B. Nijhuis |
|                           |                |               |                 |                                                                                        |

|                           |                       |               |              |                                                                                      |
| 30 oktober 2024 21:00 uur | MVV Maastricht        | 2 – 1 (1 – 1) | FC Den Bosch | Stadion: De Geusselt, Maastricht Toeschouwers: 2.859 Scheidsrechter: J. van der Laan |
| 30 oktober 2024 21:00 uur | Aktaş 26' Slegers 71' | Verslag       | 9' Knöll     | Stadion: De Geusselt, Maastricht Toeschouwers: 2.859 Scheidsrechter: J. van der Laan |
| 30 oktober 2024 21:00 uur |                       |               |              | Stadion: De Geusselt, Maastricht Toeschouwers: 2.859 Scheidsrechter: J. van der Laan |
| 30 oktober 2024 21:00 uur |                       |               |              | Stadion: De Geusselt, Maastricht Toeschouwers: 2.859 Scheidsrechter: J. van der Laan |
|                           |                       |               |              |                                                                                      |

|                           |                                                         |               |                |                                                                                     |
| 30 oktober 2024 21:00 uur | Quick Boys                                              | 3 – 0 (2 – 0) | Almere City FC | Stadion: Sportpark Nieuw Zuid, Katwijk Toeschouwers: 4.123 Scheidsrechter: J. Kooij |
| 30 oktober 2024 21:00 uur | Junte 9' Zonneveld 45+5' Broekhuizen 50' Junte 41', 58' | Verslag       | 45+3' Jacobs   | Stadion: Sportpark Nieuw Zuid, Katwijk Toeschouwers: 4.123 Scheidsrechter: J. Kooij |
| 30 oktober 2024 21:00 uur |                                                         |               |                | Stadion: Sportpark Nieuw Zuid, Katwijk Toeschouwers: 4.123 Scheidsrechter: J. Kooij |
| 30 oktober 2024 21:00 uur |                                                         |               |                | Stadion: Sportpark Nieuw Zuid, Katwijk Toeschouwers: 4.123 Scheidsrechter: J. Kooij |
|                           |                                                         |               |                |                                                                                     |

|                           |                                                 |               |                               |                                                                                         |
| 30 oktober 2024 21:00 uur | Rijnsburgse Boys                                | 3 – 1 (2 – 0) | Roda JC Kerkrade              | Stadion: Sportpark Middelmors, Rijnsburg Toeschouwers: 2.250 Scheidsrechter: R. Martens |
| 30 oktober 2024 21:00 uur | Asante 20' Van der Weijden 33' Van der Moot 84' | Verslag       | 63' Seedorf 74' (pen.) Baeten | Stadion: Sportpark Middelmors, Rijnsburg Toeschouwers: 2.250 Scheidsrechter: R. Martens |
| 30 oktober 2024 21:00 uur |                                                 |               |                               | Stadion: Sportpark Middelmors, Rijnsburg Toeschouwers: 2.250 Scheidsrechter: R. Martens |
| 30 oktober 2024 21:00 uur |                                                 |               |                               | Stadion: Sportpark Middelmors, Rijnsburg Toeschouwers: 2.250 Scheidsrechter: R. Martens |
|                           |                                                 |               |                               |                                                                                         |

|                           |                                           |               |             |                                                                                               |
| 30 oktober 2024 21:00 uur | RKC Waalwijk                              | 3 – 1 (3 – 0) | Vitesse     | Stadion: Mandemakers Stadion, Waalwijk Toeschouwers: 3.612 Scheidsrechter: M. van den Kerkhof |
| 30 oktober 2024 21:00 uur | Margaret 10' Zawada 30' Van den Buijs 34' | Verslag       | 60' Yegoian | Stadion: Mandemakers Stadion, Waalwijk Toeschouwers: 3.612 Scheidsrechter: M. van den Kerkhof |
| 30 oktober 2024 21:00 uur |                                           |               |             | Stadion: Mandemakers Stadion, Waalwijk Toeschouwers: 3.612 Scheidsrechter: M. van den Kerkhof |
| 30 oktober 2024 21:00 uur |                                           |               |             | Stadion: Mandemakers Stadion, Waalwijk Toeschouwers: 3.612 Scheidsrechter: M. van den Kerkhof |
|                           |                                           |               |             |                                                                                               |

|                           |                               |                             |                                       |                                                                                       |
| 30 oktober 2024 21:00 uur | SC Genemuiden                 | 2 – 3 (2 – 2, 2 – 0) (n.v.) | Willem II                             | Stadion: Sportpark De Wetering, Genemuiden Toeschouwers: 3.000 Scheidsrechter: M. Vos |
| 30 oktober 2024 21:00 uur | Van de Wetering 20' Etten 24' | Verslag                     | 67' (pen.), 95' Vaesen 90+6' Behounek | Stadion: Sportpark De Wetering, Genemuiden Toeschouwers: 3.000 Scheidsrechter: M. Vos |
| 30 oktober 2024 21:00 uur |                               |                             |                                       | Stadion: Sportpark De Wetering, Genemuiden Toeschouwers: 3.000 Scheidsrechter: M. Vos |
| 30 oktober 2024 21:00 uur |                               |                             |                                       | Stadion: Sportpark De Wetering, Genemuiden Toeschouwers: 3.000 Scheidsrechter: M. Vos |
|                           |                               |                             |                                       |                                                                                       |

|                           |                |                             |                                                            |                                                                                                   |
| 31 oktober 2024 18:45 uur | Hercules       | 1 – 6 (1 – 1, 0 – 0) (n.v.) | Sparta Rotterdam                                           | Stadion: Sportpark Maarschalkerweerd, Utrecht Toeschouwers: 3.500 Scheidsrechter: S. van der Eijk |
| 31 oktober 2024 18:45 uur | Bastmeijer 68' | Verslag                     | 70' Verschueren 94', 107' Bais 100', 111' Brym 103' Oufkir | Stadion: Sportpark Maarschalkerweerd, Utrecht Toeschouwers: 3.500 Scheidsrechter: S. van der Eijk |
| 31 oktober 2024 18:45 uur |                |                             |                                                            | Stadion: Sportpark Maarschalkerweerd, Utrecht Toeschouwers: 3.500 Scheidsrechter: S. van der Eijk |
| 31 oktober 2024 18:45 uur |                |                             |                                                            | Stadion: Sportpark Maarschalkerweerd, Utrecht Toeschouwers: 3.500 Scheidsrechter: S. van der Eijk |
|                           |                |                             |                                                            |                                                                                                   |

|                           |                            |               |                                                             |                                                                                       |
| 31 oktober 2024 20:00 uur | DOVO                       | 1 – 5 (0 – 2) | FC Volendam                                                 | Stadion: Sportpark Panhuis, Veenendaal Toeschouwers: 1.600 Scheidsrechter: W. Wiersma |
| 31 oktober 2024 20:00 uur | Martins 46' Van Nispen 70' | Verslag       | 21', 62' Jacobs 39' Kuwas 83' (pen.) Ould-Chikh 90+2' Hoeve | Stadion: Sportpark Panhuis, Veenendaal Toeschouwers: 1.600 Scheidsrechter: W. Wiersma |
| 31 oktober 2024 20:00 uur |                            |               |                                                             | Stadion: Sportpark Panhuis, Veenendaal Toeschouwers: 1.600 Scheidsrechter: W. Wiersma |
| 31 oktober 2024 20:00 uur |                            |               |                                                             | Stadion: Sportpark Panhuis, Veenendaal Toeschouwers: 1.600 Scheidsrechter: W. Wiersma |
|                           |                            |               |                                                             |                                                                                       |

|                           |                 |               |          |                                                                                         |
| 31 oktober 2024 20:00 uur | Koninklijke HFC | 1 – 0 (0 – 0) | FC Emmen | Stadion: Sportpark Goed Genoeg, Amsterdam Toeschouwers: 1.250 Scheidsrechter: S. Teuben |
| 31 oktober 2024 20:00 uur | Ploem 83'       | Verslag       |          | Stadion: Sportpark Goed Genoeg, Amsterdam Toeschouwers: 1.250 Scheidsrechter: S. Teuben |
| 31 oktober 2024 20:00 uur |                 |               |          | Stadion: Sportpark Goed Genoeg, Amsterdam Toeschouwers: 1.250 Scheidsrechter: S. Teuben |
| 31 oktober 2024 20:00 uur |                 |               |          | Stadion: Sportpark Goed Genoeg, Amsterdam Toeschouwers: 1.250 Scheidsrechter: S. Teuben |
|                           |                 |               |          |                                                                                         |

|                           |           |               |                                |                                                                                                |
| 31 oktober 2024 20:00 uur | Quick '20 | 0 – 2 (0 – 0) | ASWH                           | Stadion: Sportpark Vondersweijde, Oldenzaal Toeschouwers: 750 Scheidsrechter: E. van der Vaart |
| 31 oktober 2024 20:00 uur |           | Verslag       | 72' Adney 90+4' Tavares Mojica | Stadion: Sportpark Vondersweijde, Oldenzaal Toeschouwers: 750 Scheidsrechter: E. van der Vaart |
| 31 oktober 2024 20:00 uur |           |               |                                | Stadion: Sportpark Vondersweijde, Oldenzaal Toeschouwers: 750 Scheidsrechter: E. van der Vaart |
| 31 oktober 2024 20:00 uur |           |               |                                | Stadion: Sportpark Vondersweijde, Oldenzaal Toeschouwers: 750 Scheidsrechter: E. van der Vaart |
|                           |           |               |                                |                                                                                                |

|                           |                                 |                             |                                       |                                                                                             |
| 31 oktober 2024 20:00 uur | SV Spakenburg                   | 2 – 4 (2 – 2, 1 – 0) (n.v.) | VV Katwijk                            | Stadion: Sportpark De Westmaat, Bunschoten Toeschouwers: 3.249 Scheidsrechter: P. Henshuijs |
| 31 oktober 2024 20:00 uur | Van Mil 8' Van der Linden 90+7' | Verslag                     | 83', 99' Schulte 84', 120+1' Brandsma | Stadion: Sportpark De Westmaat, Bunschoten Toeschouwers: 3.249 Scheidsrechter: P. Henshuijs |
| 31 oktober 2024 20:00 uur |                                 |                             |                                       | Stadion: Sportpark De Westmaat, Bunschoten Toeschouwers: 3.249 Scheidsrechter: P. Henshuijs |
| 31 oktober 2024 20:00 uur |                                 |                             |                                       | Stadion: Sportpark De Westmaat, Bunschoten Toeschouwers: 3.249 Scheidsrechter: P. Henshuijs |
|                           |                                 |                             |                                       |                                                                                             |

|                           |                                      |               |               |                                                                                    |
| 31 oktober 2024 20:00 uur | Telstar                              | 3 – 0 (0 – 0) | Helmond Sport | Stadion: 711 Stadion, Velsen-Zuid Toeschouwers: 1.543 Scheidsrechter: R. Vereijken |
| 31 oktober 2024 20:00 uur | El Kachati 51' Rossen 61' Bakker 65' | Verslag       |               | Stadion: 711 Stadion, Velsen-Zuid Toeschouwers: 1.543 Scheidsrechter: R. Vereijken |
| 31 oktober 2024 20:00 uur |                                      |               |               | Stadion: 711 Stadion, Velsen-Zuid Toeschouwers: 1.543 Scheidsrechter: R. Vereijken |
| 31 oktober 2024 20:00 uur |                                      |               |               | Stadion: 711 Stadion, Velsen-Zuid Toeschouwers: 1.543 Scheidsrechter: R. Vereijken |
|                           |                                      |               |               |                                                                                    |

|                           |              |               |                            |                                                                                   |
| 31 oktober 2024 21:00 uur | FC Lisse     | 1 – 2 (0 – 1) | FC Utrecht                 | Stadion: Sportpark Ter Specke, Lisse Toeschouwers: 2.700 Scheidsrechter: M. Pérez |
| 31 oktober 2024 21:00 uur | George 90+2' | Verslag       | 12' Bozdoğan 52' Rodríguez | Stadion: Sportpark Ter Specke, Lisse Toeschouwers: 2.700 Scheidsrechter: M. Pérez |
| 31 oktober 2024 21:00 uur |              |               |                            | Stadion: Sportpark Ter Specke, Lisse Toeschouwers: 2.700 Scheidsrechter: M. Pérez |
| 31 oktober 2024 21:00 uur |              |               |                            | Stadion: Sportpark Ter Specke, Lisse Toeschouwers: 2.700 Scheidsrechter: M. Pérez |
|                           |              |               |                            |                                                                                   |

#### Tweede ronde
Ajax, AZ, Feyenoord, Go Ahead Eagles, PSV en FC Twente stroomden deze ronde in, omdat zij deelnamen aan een Europees clubtoernooi. De loting in de ESPN-studio werd op 1 november 2024 verricht door Timo de Graaf, speler van BVV Barendrecht, en Timo Reessink, hoofd competitie betaald voetbal bij de KNVB. De wedstrijden van de tweede ronde vonden plaats op 17, 18 en 19 december 2024.
|                        |                                                                                               |               |                 |                                                                                   |
| 17 december 2024 18:45 | PSV                                                                                           | 8 – 0 (4 – 0) | Koninklijke HFC | Stadion: Philips Stadion, Eindhoven Toeschouwers: 34.800 Scheidsrechter: E. Blank |
| 17 december 2024 18:45 | Lozano 12' Michaelis 18' (e.d.) Pepi 31', 83' Til 38' Heeremans 66' (e.d.) Perišić 89', 90+1' | Verslag       |                 | Stadion: Philips Stadion, Eindhoven Toeschouwers: 34.800 Scheidsrechter: E. Blank |
| 17 december 2024 18:45 |                                                                                               |               |                 | Stadion: Philips Stadion, Eindhoven Toeschouwers: 34.800 Scheidsrechter: E. Blank |
| 17 december 2024 18:45 |                                                                                               |               |                 | Stadion: Philips Stadion, Eindhoven Toeschouwers: 34.800 Scheidsrechter: E. Blank |
|                        |                                                                                               |               |                 |                                                                                   |

|                        |                                    |               |                 |                                                                                       |
| 17 december 2024 20:00 | Quick Boys                         | 3 – 1 (2 – 1) | Fortuna Sittard | Stadion: Sportpark Nieuw Zuid, Katwijk Toeschouwers: 6.500 Scheidsrechter: B. Nijhuis |
| 17 december 2024 20:00 | Broekhuizen 35' Zonneveld 45', 49' | Verslag       | 20' Da Cruz     | Stadion: Sportpark Nieuw Zuid, Katwijk Toeschouwers: 6.500 Scheidsrechter: B. Nijhuis |
| 17 december 2024 20:00 |                                    |               |                 | Stadion: Sportpark Nieuw Zuid, Katwijk Toeschouwers: 6.500 Scheidsrechter: B. Nijhuis |
| 17 december 2024 20:00 |                                    |               |                 | Stadion: Sportpark Nieuw Zuid, Katwijk Toeschouwers: 6.500 Scheidsrechter: B. Nijhuis |
|                        |                                    |               |                 |                                                                                       |

|                        |                                                        |               |            |                                                                                       |
| 17 december 2024 20:00 | RKC Waalwijk                                           | 4 – 1 (1 – 1) | SC Cambuur | Stadion: Mandemakers Stadion, Waalwijk Toeschouwers: 3.127 Scheidsrechter: R. Martens |
| 17 december 2024 20:00 | Zawada 14' Van der Water 52' Oukili 73' Al Mazyani 84' | Verslag       | 28' Rölke  | Stadion: Mandemakers Stadion, Waalwijk Toeschouwers: 3.127 Scheidsrechter: R. Martens |
| 17 december 2024 20:00 |                                                        |               |            | Stadion: Mandemakers Stadion, Waalwijk Toeschouwers: 3.127 Scheidsrechter: R. Martens |
| 17 december 2024 20:00 |                                                        |               |            | Stadion: Mandemakers Stadion, Waalwijk Toeschouwers: 3.127 Scheidsrechter: R. Martens |
|                        |                                                        |               |            |                                                                                       |

|                        |              |               |                             |                                                                                    |
| 17 december 2024 20:00 | FC Eindhoven | 1 – 3 (0 – 2) | Excelsior Rotterdam         | Stadion: Jan Louwers Stadion, Eindhoven Toeschouwers: 1.721 Scheidsrechter: M. Vos |
| 17 december 2024 20:00 | Huisman 51'  | Verslag       | 21', 29' Booth 90+5' Donkor | Stadion: Jan Louwers Stadion, Eindhoven Toeschouwers: 1.721 Scheidsrechter: M. Vos |
| 17 december 2024 20:00 |              |               |                             | Stadion: Jan Louwers Stadion, Eindhoven Toeschouwers: 1.721 Scheidsrechter: M. Vos |
| 17 december 2024 20:00 |              |               |                             | Stadion: Jan Louwers Stadion, Eindhoven Toeschouwers: 1.721 Scheidsrechter: M. Vos |
|                        |              |               |                             |                                                                                    |

|                        |                 |               |                 |                                                                                           |
| 17 december 2024 21:00 | MVV Maastricht  | 1 – 2 (0 – 1) | Feyenoord       | Stadion: Stadion De Geusselt, Maastricht Toeschouwers: 8.500 Scheidsrechter: M. Nagtegaal |
| 17 december 2024 21:00 | Silva Timas 74' | Verslag       | 3', 56' Redmond | Stadion: Stadion De Geusselt, Maastricht Toeschouwers: 8.500 Scheidsrechter: M. Nagtegaal |
| 17 december 2024 21:00 |                 |               |                 | Stadion: Stadion De Geusselt, Maastricht Toeschouwers: 8.500 Scheidsrechter: M. Nagtegaal |
| 17 december 2024 21:00 |                 |               |                 | Stadion: Stadion De Geusselt, Maastricht Toeschouwers: 8.500 Scheidsrechter: M. Nagtegaal |
|                        |                 |               |                 |                                                                                           |

|                        |                        |               |                                                    |                                                                                         |
| 18 december 2024 18:45 | VV Katwijk             | 2 – 3 (1 – 1) | FC Twente                                          | Stadion: Sportpark De Krom, Katwijk Toeschouwers: 5.000 Scheidsrechter: E. van de Graaf |
| 18 december 2024 18:45 | Schulte 17' Tahiri 84' | Verslag       | 3' Van Hoorenbeeck 47' Van Wolfswinkel 50' Kuipers | Stadion: Sportpark De Krom, Katwijk Toeschouwers: 5.000 Scheidsrechter: E. van de Graaf |
| 18 december 2024 18:45 |                        |               |                                                    | Stadion: Sportpark De Krom, Katwijk Toeschouwers: 5.000 Scheidsrechter: E. van de Graaf |
| 18 december 2024 18:45 |                        |               |                                                    | Stadion: Sportpark De Krom, Katwijk Toeschouwers: 5.000 Scheidsrechter: E. van de Graaf |
|                        |                        |               |                                                    |                                                                                         |

|                        |      |               |                               |                                                                                                  |
| 18 december 2024 20:00 | ASWH | 0 – 1 (0 – 1) | sc Heerenveen                 | Stadion: Sportpark Schildman, Hendrik-Ido-Ambacht Toeschouwers: 3.010 Scheidsrechter: I. Oostrom |
| 18 december 2024 20:00 |      | Verslag       | 40' Nicolaescu 56' Klaverboer | Stadion: Sportpark Schildman, Hendrik-Ido-Ambacht Toeschouwers: 3.010 Scheidsrechter: I. Oostrom |
| 18 december 2024 20:00 |      |               |                               | Stadion: Sportpark Schildman, Hendrik-Ido-Ambacht Toeschouwers: 3.010 Scheidsrechter: I. Oostrom |
| 18 december 2024 20:00 |      |               |                               | Stadion: Sportpark Schildman, Hendrik-Ido-Ambacht Toeschouwers: 3.010 Scheidsrechter: I. Oostrom |
|                        |      |               |                               |                                                                                                  |

|                        |                 |              |        |                                                                                |
| 18 december 2024 20:00 | Heracles Almelo | 1 – 0 (n.v.) | N.E.C. | Stadion: Asito Stadion, Almelo Toeschouwers: 7.575 Scheidsrechter: A. Lindhout |
| 18 december 2024 20:00 | Scheperman 117' | Verslag      |        | Stadion: Asito Stadion, Almelo Toeschouwers: 7.575 Scheidsrechter: A. Lindhout |
| 18 december 2024 20:00 |                 |              |        | Stadion: Asito Stadion, Almelo Toeschouwers: 7.575 Scheidsrechter: A. Lindhout |
| 18 december 2024 20:00 |                 |              |        | Stadion: Asito Stadion, Almelo Toeschouwers: 7.575 Scheidsrechter: A. Lindhout |
|                        |                 |              |        |                                                                                |

|                        |                                             |                                        |                                 |                                                                                            |
| 18 december 2024 20:00 | Sparta Rotterdam                            | 1 – 1 (1 – 1, 0 – 1) (n.v.) 4 – 5 pen. | Go Ahead Eagles                 | Stadion: Spartastadion Het Kasteel, Rotterdam Toeschouwers: 7.764 Scheidsrechter: J. Kooij |
| 18 december 2024 20:00 | Brym 75'                                    | Verslag                                | 32' Breum                       | Stadion: Spartastadion Het Kasteel, Rotterdam Toeschouwers: 7.764 Scheidsrechter: J. Kooij |
| 18 december 2024 20:00 | Strafschoppen                               |                                        |                                 | Stadion: Spartastadion Het Kasteel, Rotterdam Toeschouwers: 7.764 Scheidsrechter: J. Kooij |
| 18 december 2024 20:00 | Verschueren Baas Nassoh Van der Kust Oufkir |                                        | James Llansana Suray Smit Deijl | Stadion: Spartastadion Het Kasteel, Rotterdam Toeschouwers: 7.764 Scheidsrechter: J. Kooij |
|                        |                                             |                                        |                                 |                                                                                            |

|                        |     |               |                                                                        |                                                                                           |
| 18 december 2024 20:00 | AFC | 0 – 8 (0 – 3) | FC Utrecht                                                             | Stadion: Sportpark Goed Genoeg, Amsterdam Toeschouwers: 2.500 Scheidsrechter: R. Hensgens |
| 18 december 2024 20:00 |     | Verslag       | 34', 40' Jensen 43', 60' Rodríguez 70' Blake 78' Aaronson 87', 90' Min | Stadion: Sportpark Goed Genoeg, Amsterdam Toeschouwers: 2.500 Scheidsrechter: R. Hensgens |
| 18 december 2024 20:00 |     |               |                                                                        | Stadion: Sportpark Goed Genoeg, Amsterdam Toeschouwers: 2.500 Scheidsrechter: R. Hensgens |
| 18 december 2024 20:00 |     |               |                                                                        | Stadion: Sportpark Goed Genoeg, Amsterdam Toeschouwers: 2.500 Scheidsrechter: R. Hensgens |
|                        |     |               |                                                                        |                                                                                           |

|                        |                                     |               |                   |                                                                                 |
| 18 december 2024 21:00 | AZ                                  | 3 – 1 (1 – 0) | FC Groningen      | Stadion: AFAS Stadion, Alkmaar Toeschouwers: 8.881 Scheidsrechter: S. Gözübüyük |
| 18 december 2024 21:00 | Mijnans 4' Van Bommel 70' Addai 84' | Verslag       | 41' (pen.) Bacuna | Stadion: AFAS Stadion, Alkmaar Toeschouwers: 8.881 Scheidsrechter: S. Gözübüyük |
| 18 december 2024 21:00 |                                     |               |                   | Stadion: AFAS Stadion, Alkmaar Toeschouwers: 8.881 Scheidsrechter: S. Gözübüyük |
| 18 december 2024 21:00 |                                     |               |                   | Stadion: AFAS Stadion, Alkmaar Toeschouwers: 8.881 Scheidsrechter: S. Gözübüyük |
|                        |                                     |               |                   |                                                                                 |

|                        |                   |               |            |                                                                                                   |
| 19 december 2024 18:45 | Noordwijk         | 2 – 1 (1 – 0) | Willem II  | Stadion: Sportpark Duinwetering, Noordwijk Toeschouwers: 1.150 Scheidsrechter: M. van den Kerkhof |
| 19 december 2024 18:45 | Wendt 2' Roep 56' | Verslag       | 63' Bokila | Stadion: Sportpark Duinwetering, Noordwijk Toeschouwers: 1.150 Scheidsrechter: M. van den Kerkhof |
| 19 december 2024 18:45 |                   |               |            | Stadion: Sportpark Duinwetering, Noordwijk Toeschouwers: 1.150 Scheidsrechter: M. van den Kerkhof |
| 19 december 2024 18:45 |                   |               |            | Stadion: Sportpark Duinwetering, Noordwijk Toeschouwers: 1.150 Scheidsrechter: M. van den Kerkhof |
|                        |                   |               |            |                                                                                                   |

|                        |                                      |               |                |                                                                                         |
| 19 december 2024 20:00 | De Graafschap                        | 4 – 0 (2 – 0) | Sparta Nijkerk | Stadion: Stadion De Vijverberg, Doetinchem Toeschouwers: 6.132 Scheidsrechter: M. Pérez |
| 19 december 2024 20:00 | Van de Haar 12', 40', 59' Hassan 79' | Verslag       |                | Stadion: Stadion De Vijverberg, Doetinchem Toeschouwers: 6.132 Scheidsrechter: M. Pérez |
| 19 december 2024 20:00 |                                      |               |                | Stadion: Stadion De Vijverberg, Doetinchem Toeschouwers: 6.132 Scheidsrechter: M. Pérez |
| 19 december 2024 20:00 |                                      |               |                | Stadion: Stadion De Vijverberg, Doetinchem Toeschouwers: 6.132 Scheidsrechter: M. Pérez |
|                        |                                      |               |                |                                                                                         |

|                        |                    |               |             |                                                                                     |
| 19 december 2024 20:00 | Rijnsburgse Boys   | 2 – 0 (0 – 0) | FC Volendam | Stadion: Sportpark Middelmors, Rijnsburg Toeschouwers: 2.500 Scheidsrechter: A. Bos |
| 19 december 2024 20:00 | Ros 61' Klaver 81' | Verslag       |             | Stadion: Sportpark Middelmors, Rijnsburg Toeschouwers: 2.500 Scheidsrechter: A. Bos |
| 19 december 2024 20:00 |                    |               |             | Stadion: Sportpark Middelmors, Rijnsburg Toeschouwers: 2.500 Scheidsrechter: A. Bos |
| 19 december 2024 20:00 |                    |               |             | Stadion: Sportpark Middelmors, Rijnsburg Toeschouwers: 2.500 Scheidsrechter: A. Bos |
|                        |                    |               |             |                                                                                     |

|                        |                        |               |                                                         |                                                                                        |
| 19 december 2024 20:00 | VV Eemdijk             | 1 – 6 (0 – 3) | BVV Barendrecht                                         | Stadion: Sportpark De Vinken, Bunschoten Toeschouwers: 2.100 Scheidsrechter: L. Timmer |
| 19 december 2024 20:00 | Van den Dikkenberg 88' | Verslag       | 5' Drexhage 22', 26', 50' De Bruin 86' Strick 89' Rimon | Stadion: Sportpark De Vinken, Bunschoten Toeschouwers: 2.100 Scheidsrechter: L. Timmer |
| 19 december 2024 20:00 |                        |               |                                                         | Stadion: Sportpark De Vinken, Bunschoten Toeschouwers: 2.100 Scheidsrechter: L. Timmer |
| 19 december 2024 20:00 |                        |               |                                                         | Stadion: Sportpark De Vinken, Bunschoten Toeschouwers: 2.100 Scheidsrechter: L. Timmer |
|                        |                        |               |                                                         |                                                                                        |

|                        |                      |               |         |                                                                                              |
| 19 december 2024 21:00 | Ajax                 | 2 – 0 (0 – 0) | Telstar | Stadion: Johan Cruijff ArenA, Amsterdam Toeschouwers: 53.017 Scheidsrechter: S. van der Eijk |
| 19 december 2024 21:00 | Rugani 64' Akpom 86' | Verslag       |         | Stadion: Johan Cruijff ArenA, Amsterdam Toeschouwers: 53.017 Scheidsrechter: S. van der Eijk |
| 19 december 2024 21:00 |                      |               |         | Stadion: Johan Cruijff ArenA, Amsterdam Toeschouwers: 53.017 Scheidsrechter: S. van der Eijk |
| 19 december 2024 21:00 |                      |               |         | Stadion: Johan Cruijff ArenA, Amsterdam Toeschouwers: 53.017 Scheidsrechter: S. van der Eijk |
|                        |                      |               |         |                                                                                              |

#### Achtste finales
De loting tijdens het ESPN-programma De Voetbalkantine werd op 20 december 2024 verricht door Milan Zonneveld, de man die tweemaal scoorde namens Quick Boys tegen Fortuna Sittard (3-1). Hij werd vergezeld door Timo Reessink, hoofd competitie betaald voetbal bij de KNVB, en Jan Joost van Gangelen. De wedstrijden van de achtste finales vonden plaats op 14, 15 en 16 januari 2025. Vanaf deze ronde werd er gebruik gemaakt van een videoscheidsrechter (VAR) en een assistent videoscheidsrechter (AVAR).
|                       |                       |               |      | |
| 14 januari 2025 18:45 | AZ                    | 2 – 0 (1 – 0) | Ajax | Stadion: AFAS Stadion, Alkmaar Toeschouwers: 15.302 Scheidsrechter: S. Gözübüyük Video-assistent: R. Hensgens |
| 14 januari 2025 18:45 | Goes 36' Meerdink 89' | Verslag       |      | Stadion: AFAS Stadion, Alkmaar Toeschouwers: 15.302 Scheidsrechter: S. Gözübüyük Video-assistent: R. Hensgens |
| 14 januari 2025 18:45 |                       |               |      | Stadion: AFAS Stadion, Alkmaar Toeschouwers: 15.302 Scheidsrechter: S. Gözübüyük Video-assistent: R. Hensgens |
| 14 januari 2025 18:45 |                       |               |      | Stadion: AFAS Stadion, Alkmaar Toeschouwers: 15.302 Scheidsrechter: S. Gözübüyük Video-assistent: R. Hensgens |
|                       |                       |               |      | |

|                       |           |              |                 | |
| 14 januari 2025 20:00 | Noordwijk | 1 – 0 (n.v.) | BVV Barendrecht | Stadion: Sportpark Duinwetering, Noordwijk Toeschouwers: 2.100 Scheidsrechter: M. Nagtegaal Video-assistent: J. Kamphuis |
| 14 januari 2025 20:00 | Roep 101' | Verslag      | 8', 94' Vermeer | Stadion: Sportpark Duinwetering, Noordwijk Toeschouwers: 2.100 Scheidsrechter: M. Nagtegaal Video-assistent: J. Kamphuis |
| 14 januari 2025 20:00 |           |              |                 | Stadion: Sportpark Duinwetering, Noordwijk Toeschouwers: 2.100 Scheidsrechter: M. Nagtegaal Video-assistent: J. Kamphuis |
| 14 januari 2025 20:00 |           |              |                 | Stadion: Sportpark Duinwetering, Noordwijk Toeschouwers: 2.100 Scheidsrechter: M. Nagtegaal Video-assistent: J. Kamphuis |
|                       |           |              |                 | |

|                       |                                                       |                             |                                                        | |
| 14 januari 2025 21:00 | PSV                                                   | 5 – 4 (3 – 3, 0 – 1) (n.v.) | Excelsior Rotterdam                                    | Stadion: Philips Stadion, Eindhoven Toeschouwers: 22.300 Scheidsrechter: A. Lindhout Video-assistent: R. Martens |
| 14 januari 2025 21:00 | Tillman 73' Pepi 86', 101' Saibari 90+7' Perišić 110' | Verslag                     | 45+3', 58' Naujoks 80' Duijvestijn 117' (pen.) Omorowa | Stadion: Philips Stadion, Eindhoven Toeschouwers: 22.300 Scheidsrechter: A. Lindhout Video-assistent: R. Martens |
| 14 januari 2025 21:00 |                                                       |                             |                                                        | Stadion: Philips Stadion, Eindhoven Toeschouwers: 22.300 Scheidsrechter: A. Lindhout Video-assistent: R. Martens |
| 14 januari 2025 21:00 |                                                       |                             |                                                        | Stadion: Philips Stadion, Eindhoven Toeschouwers: 22.300 Scheidsrechter: A. Lindhout Video-assistent: R. Martens |
|                       |                                                       |                             |                                                        | |

|                       |                                        |               |            | |
| 15 januari 2025 18:45 | Go Ahead Eagles                        | 3 – 1 (0 – 1) | FC Twente  | Stadion: De Adelaarshorst, Deventer Toeschouwers: 8.656 Scheidsrechter: D. Makkelie Video-assistent: E. Blank |
| 15 januari 2025 18:45 | O. Edvardsen 61' Deijl 84' Suray 90+4' | Verslag       | 42' Steijn | Stadion: De Adelaarshorst, Deventer Toeschouwers: 8.656 Scheidsrechter: D. Makkelie Video-assistent: E. Blank |
| 15 januari 2025 18:45 |                                        |               |            | Stadion: De Adelaarshorst, Deventer Toeschouwers: 8.656 Scheidsrechter: D. Makkelie Video-assistent: E. Blank |
| 15 januari 2025 18:45 |                                        |               |            | Stadion: De Adelaarshorst, Deventer Toeschouwers: 8.656 Scheidsrechter: D. Makkelie Video-assistent: E. Blank |
|                       |                                        |               |            | |

|                       |              |               |                        | |
| 15 januari 2025 20:00 | RKC Waalwijk | 1 – 2 (1 – 0) | FC Utrecht             | Stadion: Mandemakers Stadion, Waalwijk Toeschouwers: 3.079 Scheidsrechter: J. Manschot Video-assistent: J. Kooij |
| 15 januari 2025 20:00 | Margaret 18' | Verslag       | 46', 80' (pen.) Haller | Stadion: Mandemakers Stadion, Waalwijk Toeschouwers: 3.079 Scheidsrechter: J. Manschot Video-assistent: J. Kooij |
| 15 januari 2025 20:00 |              |               |                        | Stadion: Mandemakers Stadion, Waalwijk Toeschouwers: 3.079 Scheidsrechter: J. Manschot Video-assistent: J. Kooij |
| 15 januari 2025 20:00 |              |               |                        | Stadion: Mandemakers Stadion, Waalwijk Toeschouwers: 3.079 Scheidsrechter: J. Manschot Video-assistent: J. Kooij |
|                       |              |               |                        | |

|                       |                  |               |                                     | |
| 15 januari 2025 21:00 | Rijnsburgse Boys | 1 – 4 (1 – 3) | Feyenoord                           | Stadion: Sportpark Middelmors, Rijnsburg Toeschouwers: 4.000 Scheidsrechter: S. van der Eijk Video-assistent: I. Oostrom |
| 15 januari 2025 21:00 | Kariouh 43'      | Verslag       | 4', 40' Giménez 7' Read 90+3' Osman | Stadion: Sportpark Middelmors, Rijnsburg Toeschouwers: 4.000 Scheidsrechter: S. van der Eijk Video-assistent: I. Oostrom |
| 15 januari 2025 21:00 |                  |               |                                     | Stadion: Sportpark Middelmors, Rijnsburg Toeschouwers: 4.000 Scheidsrechter: S. van der Eijk Video-assistent: I. Oostrom |
| 15 januari 2025 21:00 |                  |               |                                     | Stadion: Sportpark Middelmors, Rijnsburg Toeschouwers: 4.000 Scheidsrechter: S. van der Eijk Video-assistent: I. Oostrom |
|                       |                  |               |                                     | |

|                       |               |               |                          | |
| 16 januari 2025 18:45 | De Graafschap | 0 – 2 (0 – 1) | Heracles Almelo          | Stadion: Stadion De Vijverberg, Doetinchem Toeschouwers: 7.592 Scheidsrechter: B. Nijhuis Video-assistent: S. Teuben |
| 16 januari 2025 18:45 |               | Verslag       | 13' Bruns 77' Podgoreanu | Stadion: Stadion De Vijverberg, Doetinchem Toeschouwers: 7.592 Scheidsrechter: B. Nijhuis Video-assistent: S. Teuben |
| 16 januari 2025 18:45 |               |               |                          | Stadion: Stadion De Vijverberg, Doetinchem Toeschouwers: 7.592 Scheidsrechter: B. Nijhuis Video-assistent: S. Teuben |
| 16 januari 2025 18:45 |               |               |                          | Stadion: Stadion De Vijverberg, Doetinchem Toeschouwers: 7.592 Scheidsrechter: B. Nijhuis Video-assistent: S. Teuben |
|                       |               |               |                          | |

|                       |                                                                 |                             |                            | |
| 16 januari 2025 21:00 | Quick Boys                                                      | 3 – 2 (2 – 2, 0 – 1) (n.v.) | sc Heerenveen              | Stadion: Sportpark Nieuw Zuid, Katwijk Toeschouwers: 8.500 Scheidsrechter: A. Bos Video-assistent: C. Ruperti |
| 16 januari 2025 21:00 | Neville Ogidi Nwankwo 37' Zonneveld 88' (pen.) Van Duijn 105+4' | Verslag                     | 48' Sebaoui 76' Nicolaescu | Stadion: Sportpark Nieuw Zuid, Katwijk Toeschouwers: 8.500 Scheidsrechter: A. Bos Video-assistent: C. Ruperti |
| 16 januari 2025 21:00 |                                                                 |                             |                            | Stadion: Sportpark Nieuw Zuid, Katwijk Toeschouwers: 8.500 Scheidsrechter: A. Bos Video-assistent: C. Ruperti |
| 16 januari 2025 21:00 |                                                                 |                             |                            | Stadion: Sportpark Nieuw Zuid, Katwijk Toeschouwers: 8.500 Scheidsrechter: A. Bos Video-assistent: C. Ruperti |
|                       |                                                                 |                             |                            | |

#### Kwartfinales
De loting tijdens het ESPN-programma  De Voetbalkantine werd op 17 januari 2025 verricht door Noordwijk-trainer Florian Wolf en Noordwijk-aanvaller Arantis Roep. In de kokers zaten zes clubs uit de Eredivisie en twee amateurclubs. De wedstrijden van de kwartfinale vonden plaats op 4, 5 en 6 februari 2025.
|                       |                       |               |            | |
| 4 februari 2025 20:00 | Heracles Almelo       | 2 – 0 (2 – 0) | FC Utrecht | Stadion: Asito Stadion, Almelo Toeschouwers: 7.784 Scheidsrechter: J. Manschot Video-assistent: I. Oostrom |
| 4 februari 2025 20:00 | Kulenović 8' Rots 34' | Verslag       |            | Stadion: Asito Stadion, Almelo Toeschouwers: 7.784 Scheidsrechter: J. Manschot Video-assistent: I. Oostrom |
| 4 februari 2025 20:00 |                       |               |            | Stadion: Asito Stadion, Almelo Toeschouwers: 7.784 Scheidsrechter: J. Manschot Video-assistent: I. Oostrom |
| 4 februari 2025 20:00 |                       |               |            | Stadion: Asito Stadion, Almelo Toeschouwers: 7.784 Scheidsrechter: J. Manschot Video-assistent: I. Oostrom |
|                       |                       |               |            | |

|                       |                     |               |           | |
| 5 februari 2025 18:45 | PSV                 | 2 – 0 (1 – 0) | Feyenoord | Stadion: Philips Stadion, Eindhoven Toeschouwers: 35.100 Scheidsrechter: P. van Boekel Video-assistent: J. Kamphuis |
| 5 februari 2025 18:45 | Bakayoko 8' Til 68' | Verslag       |           | Stadion: Philips Stadion, Eindhoven Toeschouwers: 35.100 Scheidsrechter: P. van Boekel Video-assistent: J. Kamphuis |
| 5 februari 2025 18:45 |                     |               |           | Stadion: Philips Stadion, Eindhoven Toeschouwers: 35.100 Scheidsrechter: P. van Boekel Video-assistent: J. Kamphuis |
| 5 februari 2025 18:45 |                     |               |           | Stadion: Philips Stadion, Eindhoven Toeschouwers: 35.100 Scheidsrechter: P. van Boekel Video-assistent: J. Kamphuis |
|                       |                     |               |           | |

|                       |                                                     |               |            | |
| 5 februari 2025 21:00 | Go Ahead Eagles                                     | 3 – 1 (1 – 0) | Noordwijk  | Stadion: De Adelaarshorst, Deventer Toeschouwers: 9.332 Scheidsrechter: J. Kooij Video-assistent: M. Nagtegaal |
| 5 februari 2025 21:00 | Suray 28' Rietveld 73' (e.d.) Da Fonseca 78' (e.d.) | Verslag       | 79' Marbus | Stadion: De Adelaarshorst, Deventer Toeschouwers: 9.332 Scheidsrechter: J. Kooij Video-assistent: M. Nagtegaal |
| 5 februari 2025 21:00 |                                                     |               |            | Stadion: De Adelaarshorst, Deventer Toeschouwers: 9.332 Scheidsrechter: J. Kooij Video-assistent: M. Nagtegaal |
| 5 februari 2025 21:00 |                                                     |               |            | Stadion: De Adelaarshorst, Deventer Toeschouwers: 9.332 Scheidsrechter: J. Kooij Video-assistent: M. Nagtegaal |
|                       |                                                     |               |            | |

|                       |                                         |               |             | |
| 6 februari 2025 20:00 | AZ                                      | 3 – 1 (1 – 1) | Quick Boys  | Stadion: AFAS Stadion, Alkmaar Toeschouwers: 14.334 Scheidsrechter: B. Nijhuis Video-assistent: M. van den Kerkhof |
| 6 februari 2025 20:00 | Addai 33' Parrott 58' (pen.) Smit 90+6' | Verslag       | 39' Brouwer | Stadion: AFAS Stadion, Alkmaar Toeschouwers: 14.334 Scheidsrechter: B. Nijhuis Video-assistent: M. van den Kerkhof |
| 6 februari 2025 20:00 |                                         |               |             | Stadion: AFAS Stadion, Alkmaar Toeschouwers: 14.334 Scheidsrechter: B. Nijhuis Video-assistent: M. van den Kerkhof |
| 6 februari 2025 20:00 |                                         |               |             | Stadion: AFAS Stadion, Alkmaar Toeschouwers: 14.334 Scheidsrechter: B. Nijhuis Video-assistent: M. van den Kerkhof |
|                       |                                         |               |             | |

#### Halve finales
De wedstrijden van de halve finale vond plaats op 26 en 27 februari 2025. De loting hiervoor werd op 7 februari 2025 verricht in het ESPN-programma  De Voetbalkantine door AZ-legende Kees Kist. De winnaar van de wedstrijd tussen Heracles Almelo en AZ werd als 'thuisspelende' club bij de finale in De Kuip benoemd.
|                        |                    |               |                          | |
| 26 februari 2025 20:00 | PSV                | 1 – 2 (0 – 2) | Go Ahead Eagles          | Stadion: Philips Stadion, Eindhoven Toeschouwers: 30.300 Scheidsrechter: D. Higler Video-assistent: J. Manschot |
| 26 februari 2025 20:00 | Perišić 59' (pen.) | Verslag       | 25' Nauber 27' Edvardsen | Stadion: Philips Stadion, Eindhoven Toeschouwers: 30.300 Scheidsrechter: D. Higler Video-assistent: J. Manschot |
| 26 februari 2025 20:00 |                    |               |                          | Stadion: Philips Stadion, Eindhoven Toeschouwers: 30.300 Scheidsrechter: D. Higler Video-assistent: J. Manschot |
| 26 februari 2025 20:00 |                    |               |                          | Stadion: Philips Stadion, Eindhoven Toeschouwers: 30.300 Scheidsrechter: D. Higler Video-assistent: J. Manschot |
|                        |                    |               |                          | |

|                        |                                                |                                        |                                                 | |
| 27 februari 2025 20:00 | Heracles Almelo                                | 2 – 2 (2 – 2, 1 – 2) (n.v.) 3 – 4 pen. | AZ                                              | Stadion: Asito Stadion, Almelo Toeschouwers: 12.161 Scheidsrechter: S. Gözübüyük Video-assistent: P. van Boekel |
| 27 februari 2025 20:00 | Mirani 19' Podgoreanu 80'                      | Verslag                                | 12' Poku 27' Lahdo                              | Stadion: Asito Stadion, Almelo Toeschouwers: 12.161 Scheidsrechter: S. Gözübüyük Video-assistent: P. van Boekel |
| 27 februari 2025 20:00 | Strafschoppen                                  |                                        |                                                 | Stadion: Asito Stadion, Almelo Toeschouwers: 12.161 Scheidsrechter: S. Gözübüyük Video-assistent: P. van Boekel |
| 27 februari 2025 20:00 | Hornkamp Van Kaam Hoogma Engels Mesík Limbombe |                                        | Clasie Parrott Koopmeiners Kasius Penetra Lahdo | Stadion: Asito Stadion, Almelo Toeschouwers: 12.161 Scheidsrechter: S. Gözübüyük Video-assistent: P. van Boekel |
|                        |                                                |                                        |                                                 | |

#### Finale
|                     |                                        |                         |                              | |
| 21 april 2025 18:00 | AZ                                     | 1 – 1 (n.v.) 2 – 4 pen. | Go Ahead Eagles              | Stadion: De Kuip, Rotterdam Toeschouwers: 42.972 Scheidsrechter: D. Makkelie Assistenten: H. Steegstra Assistenten: J. de Vries Vierde official: J. Manschot Video-assistent: R. Dieperink AVAR: E. Blank |
| 21 april 2025 18:00 | Parrott 54' (pen.)                     | Verslag                 | 90+9' (pen.) Deijl           | Stadion: De Kuip, Rotterdam Toeschouwers: 42.972 Scheidsrechter: D. Makkelie Assistenten: H. Steegstra Assistenten: J. de Vries Vierde official: J. Manschot Video-assistent: R. Dieperink AVAR: E. Blank |
| 21 april 2025 18:00 | Strafschoppen                          |                         |                              | Stadion: De Kuip, Rotterdam Toeschouwers: 42.972 Scheidsrechter: D. Makkelie Assistenten: H. Steegstra Assistenten: J. de Vries Vierde official: J. Manschot Video-assistent: R. Dieperink AVAR: E. Blank |
| 21 april 2025 18:00 | Meerdink Koopmeiners Buurmeester Lahdo |                         | Deijl Tengstedt Smit Dirksen | Stadion: De Kuip, Rotterdam Toeschouwers: 42.972 Scheidsrechter: D. Makkelie Assistenten: H. Steegstra Assistenten: J. de Vries Vierde official: J. Manschot Video-assistent: R. Dieperink AVAR: E. Blank |
|                     |                                        |                         |                              | |